# السياحة في السعودية

شعار وزارة السياحة السعودية.

السياحة في السعودية هي أحد القطاعات الناشئة ذات النمو السريع، وتمثل أحد المحاور المهمة لرؤية السعودية 2030. وإضافة للمكنوز التاريخي والتراثي والتنوع الطبيعي والثقافي للسعودية،. 
تعد أرض السعودية مهد الدين الإسلامي ما يجعلها محل جذب سياحي، حيث يقصد المسجد الحرام والمسجد النبوي ملايين المسلمين لأداء فريضة الحج ومناسك العمرة، وجاءت المملكة أول الوجهات العربية تفضيلا من قبل السياح المسلمين ورابعها عالميًا ضمن قائمة الوجهات العشر الأولى الأكثر زيارة من قبل السياح المسلمين، من بين 130 بلدًا بحسب تقرير المؤشر العالمي للسياحة الإسلامية لسنة 2019م.
في 27 سبتمبر 2019 استحدثت السعودية، للمرة الأولى في تاريخها، تأشيرة سياحية تتيح لجميع مواطني دول العالم القدوم إليها على مدار العام وفق تنظيمات جديدة تضمنت إمكانية الحصول على التأشيرة إلكترونيا أو عند الوصول لأحد منافذ الدخول، كما لا تشترط إلزامية وجود المرافق للمرأة، أو ضرورة لبسها للعباءة، مع وجوب التقيد بالنظام والذوق العام. ووفقا لنظام هذه التأشيرة، والتي تصل صلاحيتها لعام كامل، يمكن القيام بزيارات متعددة للمملكة على ألا تتجاوز 90 يوما في المرة الواحدة، وسيستفيد من التأشيرة في مرحلتها الأولى مواطنو 49 دولة يتوقع أن يمثلوا نحو 80% من نفقات السفر العالمية و75% من الرحلات الترفيهية في العالم بحلول عام 2030. وفي أكتوبر 2023 أضافت وزارة السياحة ست دول أخرى للاستفادة من التأشيرة الإلكترونية (تركيا وتيلندة وموريشيوس وسيشل وبنما، بالإضافة إلى دولة سانت كيتس ونيفيس)، وتلك التأشيرة تسمح بالسياحة وأداء العمرة بالإضافة إلى الأعمال وزيارة الأقارب والأصدقاء بحسب ما صرحت به وزارة السياحة.
في سنة 2008 أعلنت منظمة الأمم المتحدة للعلوم والتربية والثقافة عن اعتبار مدائن صالح (الحِجر) كموقع تراث عالمي، وبذلك أصبح أول موقع في السعودية ينضم إلى قائمة مواقع التراث العالمي. في سنة 2010 أضيفت الدرعية إلى القائمة، وفي سنة 2014 أضيفت جدة التاريخية إلى نفس القائمة، كما تمت إضافة الفنون الصخرية في منطقة حائل سنة 2015 لتكون على قائمة التراث العالمي، وكذلك واحة الأحساء سنة 2018م. ، بالإضافة لمواقع أخرى في سنوات مختلفة مثل مواقع التراث العالمي في السعودية.
وفي ديسمبر 2023 صرحت وزارة السياحة السعودية أن المملكة باتت تحتل المركز الأول بين دول مجموعة العشرين من حيث نسبة نمو عدد السياح الدوليين. وفي العام 2023دخل المملكة العربية السعودية سبعة وعشرين مليون سائح أجنبي وفق ما صرح به وزير السياحة السعودي أحمد بن عقيل الخطيب. كما تصدرت السعودية في العام 2023 قائمة الأمم المتحدة لنسبة نمو السياح الدوليين حيث حققت رقما قياسيا في إنفاق السياح القادمين من الخارج.

## منظومة السياحة
يتكوّن قطاع السياحة في السعودية من عدد من الجهات الحكومية التي تعمل بشكل تكاملي لتنفيذ الاستراتيجية الوطنية للسياحة. تتوزع الأدوار بين إعداد السياسات، تنظيم الأنشطة، التسويق للوجهات، دعم الاستثمار، وجمع وتحليل البيانات.

#### وزارة السياحة
تأسست وزارة السياحة في فبراير 2020 بعد فصلها عن الهيئة العامة للسياحة والتراث الوطني. تتولى الوزارة مسؤولية تطوير السياسات والتشريعات السياحية، إصدار التراخيص للأنشطة والمنشآت، وتحفيز الاستثمار في القطاع. كما تشرف على تنمية الكوادر البشرية العاملة في السياحة من خلال التدريب والتأهيل. يرأس الوزارة أحمد بن عقيل الخطيب.

#### الهيئة السعودية للسياحة
تم تأسيس الهيئة السعودية للسياحة في مارس 2020، وتختص بالترويج للسياحة داخل المملكة وخارجها. تتولى الهيئة تنظيم الحملات التسويقية، وإطلاق برامج مثل “روح السعودية”، إضافة إلى دعم الشراكات مع شركات السفر ومقدمي الخدمات. يرأس الهيئة فهد حميد الدين بصفته الرئيس التنفيذي.

#### صندوق التنمية السياحي
أُنشئ صندوق التنمية السياحي في يونيو 2020 بهدف دعم المشاريع السياحية عبر تقديم حلول تمويلية واستثمارية. يركز الصندوق على تمويل المشاريع الكبرى والصغيرة في القطاع، والتعاون مع المؤسسات المالية المحلية والدولية. يشغل منصب الرئيس التنفيذي قصي الفاخري.

## مواقع الجذب السياحي
تشكل السعودية بُعداً حضارياً وتاريخياً مهماً من الناحية الدينية والاقتصادية. مفهوم السياحة الحديث الذي ترعاه الدولة هو المنافع المتعددة للسياحة في الجانب الاقتصادي والثقافي والتراثي والاجتماعي والبيئي. تحتوي المتاحف السعودية على قطع أثرية عثر عليها في التنقيبات الأثرية الحديثة وتغطي قطع المعرض الفترة التي تمتد من العصر الحجري القديم، وفترة العُبَيْد التي تعود إلى الألف الخامس قبل الميلاد، فترة دلمون ثم فترة الممالك العربية المبكرة، ثم الممالك العربية الوسيطة والمتأخرة ففترة العهد النبوي ثم فترة الدولة الأموية والعباسية والعصر الإسلامي الوسيط والمتأخر، وأخيراً فترة توحيد المملكة العربية السعودية. كما يوجد أكثر من 10 آلاف موقع تراثي وثقافي في البلاد، منها 500 ذكرت في الشعر العربي القديم، ونحو 400 موقع آخر ورد ذكرها في السيرة النبوية، لكن تظل مكة أكثر المدن جذباً للزوار تليها المدينة المنورة. تمتد على ساحل البحر الأحمر شواطئ مؤهلة لأن تكون مكاناً جاذباً للسياح، قرابة 1800 كم من الغرب وعلى مسافة 700 كم على ساحل الخليج العربي من الشرق، وتعد مياه المملكة الدافئة وساعات النهار الطويلة نقاط جذب مهمة. تخطط السعودية لجذب 100 مليون زيارة سنويا في العام 2030، وإلى رفع مساهمة السياحة في الاقتصاد من خمسة إلى 18%. وفي ديسمبر 2023، أعلنت وزارة السياحة رفع مستهدف الزوار إلى 150 مليون زيارة سنويًا بحلول عام 2030، في إطار التحديثات الجديدة لرؤية السعودية السياحية.

## أنواع السياحة

### الحج والعمرة
على الرغم من العوائد المالية الضخمة التي يحققها قطاع الحج والعمرة، إلا أن جلها يعود لمصلحة القطاع الخاص، إذ لا يمثل القطاع أكثر من 4% من الناتج المحلي. ويزور السعودية ملايين المسلمين كل عام نظراً لوجود المسجد الحرام في مكة المكرمة، والمسجد النبوي في المدينة المنورة، بالإضافة إلى المشاعر المقدسة الموجودة في مكة، ويقصدها الزائرون لأداء فريضة الحج ومناسك العمرة. تشير إحصاءات إلى أن قطاع الحج والعمرة في السعودية تمكن من توليد 7 مليارات دولار من العوائد السنوية خلال عام 2009، فيما تشير توقعات رسمية إلى أن القطاع السياحي السعودي يساهم في الناتج المحلي بنحو 2.7 في المائة، وبالتالي يخلق أكثر من مليون وظيفة في ظل تمويل حكومي قدره 2.4 مليار ريال.
هناك العديد من المواقع الإسلامية الأخرى، فهناك عدد من المساجد وأبرزها مسجد قباء والذي يعرف بأنه موقع أول مسجد في الإسلام، ومسجد القبلتين الذي كسب اسمه من حادثة تغيير اتجاه القبلة، ومسجد الإجابة. يحرص عدد من الحجاج والمعتمرين على زيارة عدد من المواقع، من أبرزها غار حراء الواقع في جبل النور، وغار ثور الواقع في جبل ثور، وجبل عرفة الواقع خارج حدود الحرم. عُرف البقيع بأنه مقبرة أهل المدينة منذ صدر الإسلام، وبالقرب من جبل أحد تقع مقبرة شهداء أحد التي تضم أجساد 70 من شهداء أحد. كما أن هناك مواقع شهدت أحداثاً تاريخية مهمة ومفصلية في بداية التاريخ الإسلامي، ومنها سقيفة بني ساعدة، ومواقع معارك بَدْر وأُحُد والأحزاب.
ترفض السعودية تسمية هذا النوع من السياحة بالسياحة الدينية، وعلى الرغم من الاختلاف على مشروعية هذا المسمى إلا أن بعض المشايخ رأوا بأن السياحة تأتي بمعنى الانتقال من مكان إلى مكان آخر لمشاهدة ما فيه من آثار أو للتنزه والتمتع بما فيه من مناظر أو مظاهر أمر لا يمنعه الدين في حد ذاته، بل يأمر به إذا كان الغرض شريفاً مستدلين برحلة الإمام الشافعي في طلب العلم ودعوته إلى السفر، واعتبروا أن الحج نفسه سياحة دينية وعبادة مفروضة، ولكن الأمير خالد الفيصل أمير منطقة مكة المكرمة رفض تسمية الحج والعمرة بالسياحة الدينية حيث قال: "لا يوجد سياحة دينية في مكة المكرمة بل إنها مكان للحج وللعبادة، حيث إن كل من يقصد بيت الله الحرام هو لأداء الفروض الإسلامية، والسياحة خارج حدود مكة والمشاعر المقدسة".

### السياحة البيئية

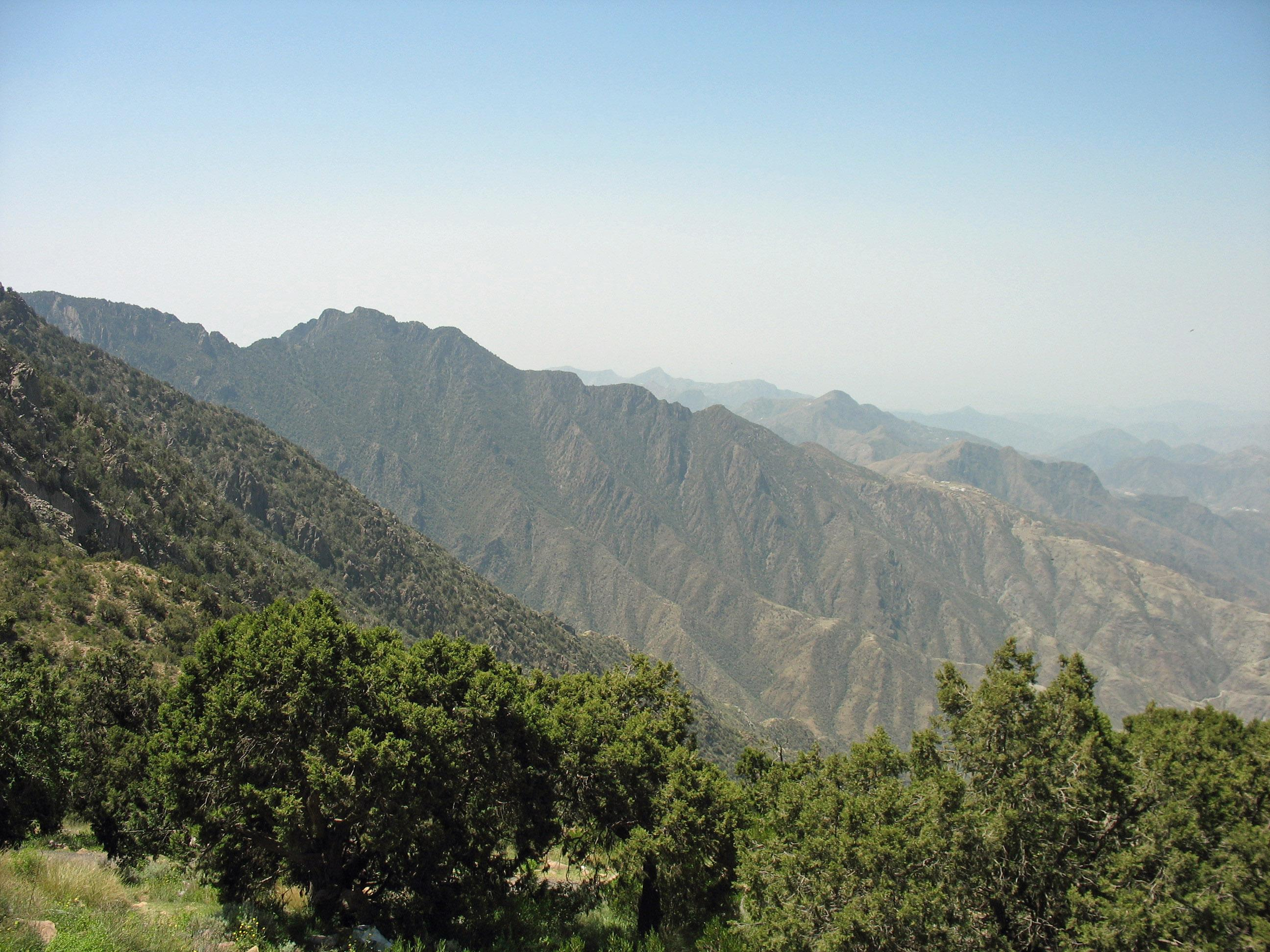
تتميز مناطق المرتفعات الجبلية الجنوب غربية في السعودية بغطاء نباتي يستمر لمواسم عدة من السنة، الصورة مأخوذة من مرتفعات السودة.

نظراً لما تمتلكه المملكة من مساحة واسعة، وشواطئ ممتدة على ساحلي البحر الأحمر والخليج العربي، وسلاسل جبال شاهقة وتنوع في نظمها البيئية، فإن السياحة البيئية تشكل عنصراً مهماً من عناصر الجذب السياحي الداخلي فيها. إلا أنه وعلى الرغم من ذلك فإنه لا يزال وضع السياحة في الوطن العربي، وفي دول مجلس التعاون الخليجي تحديداً، محدوداً نسبياً، حيث لا يتعدى حجمها 3% من الناتج الإجمالي. استثمرت السعودية حوالي 25 مليار ريال في هذا المجال في الفترة ما بين عامي 1995 و2002. وقد نمت السياحة وارتفع استقطابها للسياح المحليين ليصل إلى 27% من أصل أربعة ملايين سائح سعودي يتوجهون إلى الخارج سنوياً، وينفقون ما يصل إلى نحو 64 مليار ريال. ويصرف السيّاح السعوديون ما يتراوح بين 6 و 10 بلايين ريال على السياحة البيئية وفق التقديرات العالمية لحصة السياحة البيئية من كافة المجالات السياحة. تعتبر خطة التنمية الخامسة (1410 - 1415 هـ / 1990 - 1995م) البداية الفعلية للاهتمام بالسياحة في المملكة، حيث شهدت المرافق السياحية توسعاً كبيراً سواء على المرتفعات الجبلية أو السواحل البحرية.

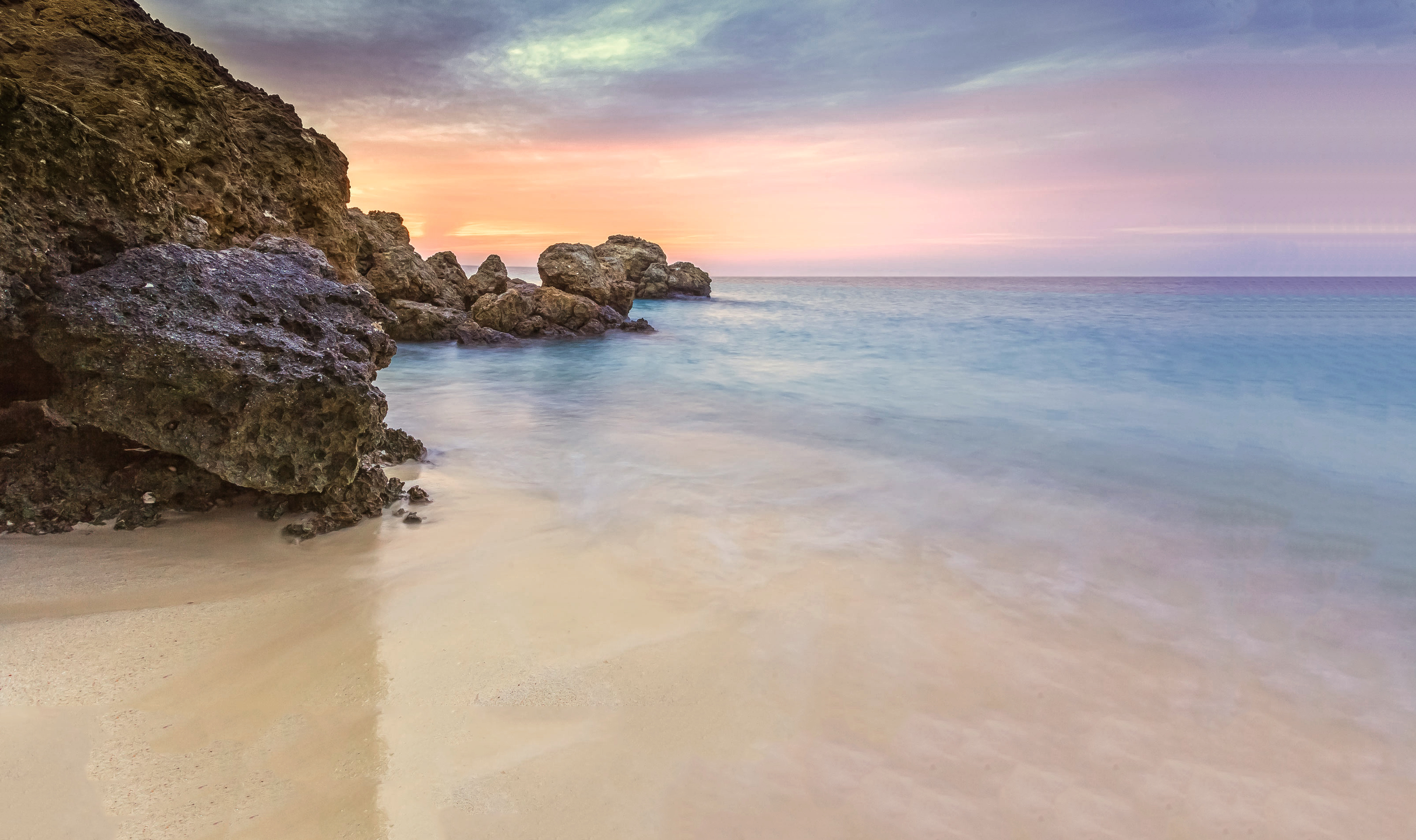
جزر فرسان تضم إحدى المحميات الطبيعية المتوزعة في بيئات مختلفة من المملكة.

تم تأسيس الهيئة الوطنية لحماية الحياة الفطرية وإنمائها في 1986م، ووضعت خطة إستراتيجية لإنشاء المناطق المحمية في المملكة. واشتملت الخطة على اقتراح 108 مناطق محمية تمثل مختلف البيئات والتنوع الحيوي في المملكة، منها 56 منطقة برية، و62 بحرية موزعة على 38 منطقة في البحر الأحمر و24 منطقة في الخليج العربي، وقدرت بحوالي 8% من مساحة المملكة. اعتمدت الهيئة 16 منطقة محمية برية وبحرية تزيد مساحتها الإجمالية عن 80 ألف كيلومتر مربع، وتقدر بنحو 4% من مساحة المملكة، وقد عملت الهيئة على حماية تلك المناطق وإعادة توطين بعض الأحياء الفطرية إليها، خاصة المنقرضة من البرية أو المهددة بالانقراض. أعيد توطين المها العربية في محميتي محازة الصيد وعروق بني معارض، كما توجد بها غزلان الريم، بالإضافة إلى وجود غزلان الأدمي في محميتي الوعول وعروق بني معارض، وطيور النعام وطيور الحبارى في محميتي محازة الصيد وسجا وأم الرمث. إضافة لتنمية الأنواع النباتية والحيوانية الأخرى المشمولة بالحماية، حيث تحتوي على نحو 2250 نوعاً من النباتات الزهرية، ونحو 500 نوع من الطيور البرية والبحرية، ومئات الأنواع من الثدييات والسحالي والبرمائيات والأسماك والحشرات.

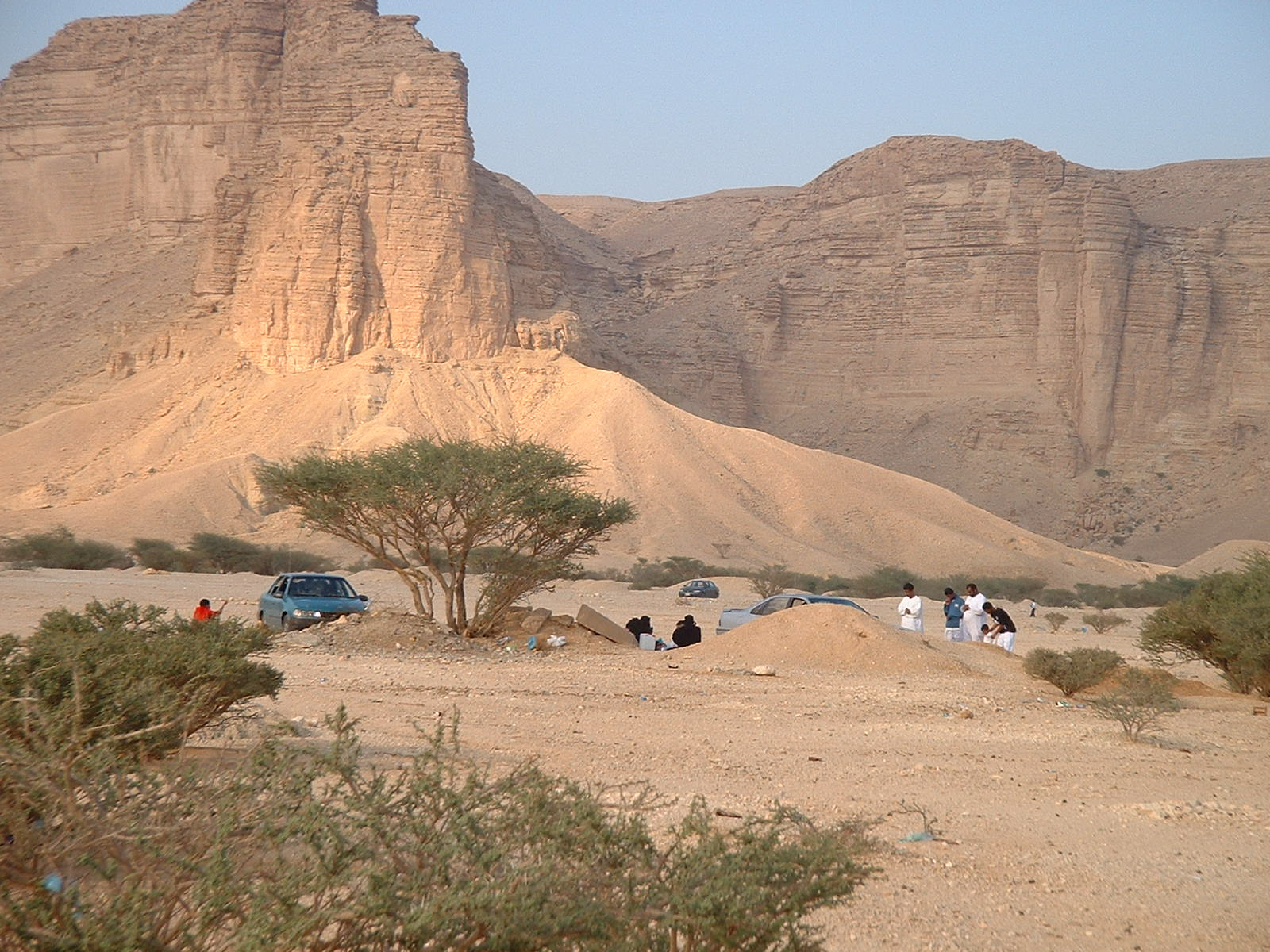
إحدى العائلات أثناء قضائها وقتاً في منطقة جبل طويق في نجد.

في سنة 2002 عقدت الهيئة الوطنية لحماية الحياة الفطرية بالتعاون مع الهيئة العليا للتطوير السياحي ندوة دولية للسياحة البيئية في المملكة العربية السعودية، وكانت قد قدرت في إحدى دراساتها أن سبع محميات في المملكة تصلح لأن تكون حاضنة للسياحة البيئية، وتشتمل النشاطات المتوقعة فيها على الرحلات الراجلة والقيادة لمشاهدة الحياة الفطرية والطيور، والمشي على الكثبان الرملية والتخييم والغوص ومشاهدة معروضات مراكز الزوار التي تقوم بدور متاحف بيئية مصغرة.
تختلف هذه المحميات باختلاف المناطق التي تقع عليها، حيث تغطي مختلف النظم البيئية والمشاهد الطبيعية في المملكة. فهناك محمية جزر فرسان على الساحل الجنوبي الغربي للبحر الأحمر، ومحمية عروق بني معارض على الطرف الشمالي الغربي للربع الخالي، ومحمية ريدة في قمم جبال السروات، ومحمية محازة الصيد على هضبة نجد، ومحمية الوعول على جانب جبال طويق، والمحميات الشمالية المتمثلة في حرّة الحرة والخنقة والطبيق التي تشتمل على الحرات البركانية. وجميع هذه المحميات تزخر بالأنواع الفطرية المستوطنة أو المعاد توطينها من الأنواع المحلية المهددة بالانقراض. وضمن الخطط التطويرية التي وضعتها الهيئة الملكية لمحافظة العلا يأتي مشروع إعادة توطين النمر العربي من خلال محمية شرعان في العلا وإنشاء أكبر صندوق عالمي من نوعه لحمايته.
على الرغم من توفر المحميات باختلاف أشكالها إلا أنها لم تهيأ تماماً للزيارة بشكل مباشر، ولكن الهيئة توفر برامج زيارات للمدارس وفي فترات للزوار ويكون ذلك في بعض تلك المواقع، كما تنظم عمليات جمع الكمأ (الفقع) خصوصاً في المحميات الشمالية. حالياً هناك خطوات حثيثة لاعتماد استراتيجية وطنية للسياحة البيئية تراعي الطاقات الاستيعابية للزيارات في المناطق المحمية وما يترتب عليها من أمور.

### السياحة العلاجيّة
لا تزال السياحة العلاجية في السعودية ضعيفة، بالرغم من وجود عدد من المستشفيات المتخصصة وبعض المواقع الطبيعية الاستشفائية المتمثلة بالعيون الحارّة ونحوها المنتشرة في المملكة. تضم المملكة مستشفيات متخصصة، في مجال الأورام إلى جانب زراعة النخاع العظمي وكذلك الجراحات التجميلية ببرامجها الدقيقة، وبعض تلك المراكز والمستشفيات الطبية مجهزة من الناحية التقنية والفندقية والتأهيل الطبي، حيث تعد الرياض وجدة والخُبَر من المدن التي يمكن أن تكون الوجهة المناسبة لمن يقصدها بغرض العلاج، باعتبارها الأكثر تأهيلاً وجاهزية بالنسبة لمدن المملكة الأخرى.

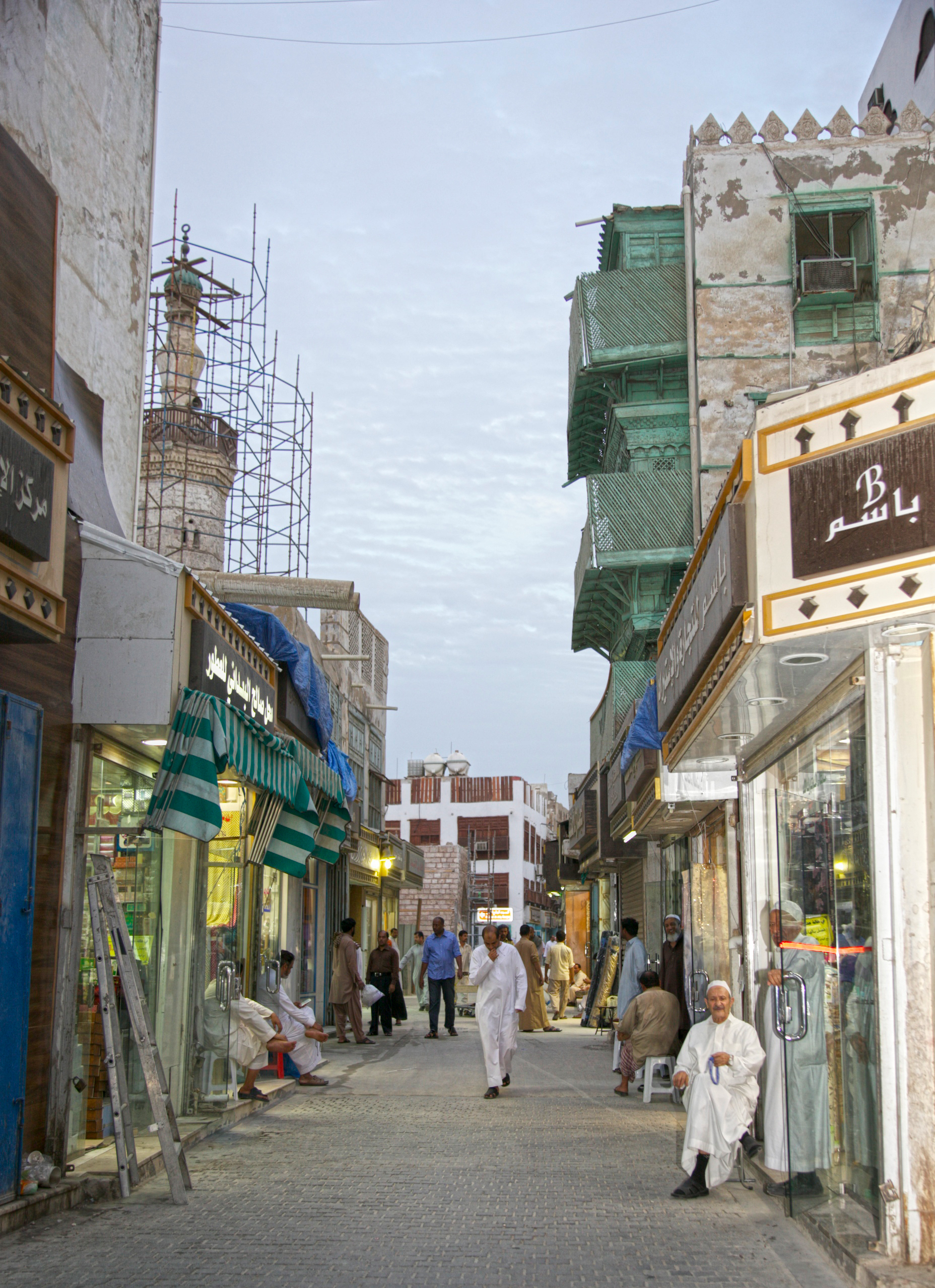
جدة - البلد من المواقع التي تتوفر بها العديد من الأسواق الشعبية المختلفة.

أما بالنسبة للمواقع الطبيعية الاستشفائية فتتمثل بوجود العيون الحارّة المنتشرة في مواقع مختلفة من المملكة، والعيون الحارة عبارة عن مياه تنبع من عيون مرتبطة بأنواع مختلفة من الصخور التي تختلف باختلاف تراكيبها الجيولوجية، فبعضها مرتبط بصخور الأساس النارية أو المتحولة وهناك أخرى مرتبطة بصخور الغطاء الرسوبي، وبذلك فإن نوعية مياه الينابيع الحارة تختلف باختلاف التركيب المعدني والكيميائي للصخور، والتي يمكن لبعضها علاج بعض الأمراض الجلدية ووجع المفاصل المعروف بالروماتيزم.
من أبرز تلك العيون، العين الحارة في محافظة الدائر بني مالك والعين الحارة في محافظة الحُرّث (الخوبة) التابعتين لمنطقة جازان، والعيون الحارة في محافظة الليث التابعة لمنطقة مكة المكرمة، وعين الحارة في محافظة الأحساء التابعة للمنطقة الشرقية، مؤخراً نفذت وزارة السياحة مشروعاً يعد الأول من نوعه في المملكة والذي يتمثل في السياحة الاستشفائية عن طريق العيون الحارة بمحافظة الحُرّث، ويأتي ذلك ضمن خطة لتطوير العيون الحارة بمنطقة جازان، وكانت جامعة جازان ممثلة في كلية طب المناطق الحارة والمديرية العامة للشؤون الصحية من الجهات التي تم التعاون معها في تنفيذ المشروع، وتستقطب هذه العيون زواراً معظمهم من داخل المملكة ومن دول مجلس التعاون الخليجي.

### سياحة التسوق
تعدّ سياحة التسوّق من أهم المجالات السياحية في المملكة، وتشير الإحصائيات إلى أن سياحة التسوق تستحوذ على ما نسبته 75% من الإنفاق الإجمالي على الأنشطة الترفيهية في المملكة. عادة ما تكون سياحة التسوق بغرض التسوّق وشراء منتجات بلد ما تسري عليها تخفيضات من أجل الجذب السياحي، هناك العديد من الخيارات في مجال التسوق حيث توجد الأسواق الشعبية والبقالات التقليدية والمتاجر الكبرى ومراكز التسوق التجارية الحديثة، وتتوافر فيها العديد من المنتجات والماركات التجارية العالمية. في الأسواق الشعبية تتوفر العديد من الأشياء كمنتجات الحرف اليدوية والأثاث والسجاد والعطور والبخور والذهب والمجوهرات بالإضافة إلى التحف والمشغولات الفنية والملابس وغيرها، وعادة ما تكون الأسواق الشعبية في جميع المدن وكذلك القرى الكبرى. كما أن معظم المدن الرئيسية تتميز بوجود مراكز تجارية حديثة وبعضها تكون معالم معروفة لتلك المدن.
يتميّز مهرجان الرياض للتسوق والترفيه الذي يقام في مدينة الرياض من صيف كل عام بأنه يجمع بين السياحية الثقافية والترفيهية والتسويقية، ويشكّل حدثاً وطنياً يسعى إلى الرقي بالسياحة الداخلية من خلال فعاليات المهرجان المتنوعة. كما يحتوي على المنتجات الشعبية من كافة مناطق المملكة، حيث يعمل على استقطاب الزوّار من مختلف تلك المناطق بالإضافة إلى زوّار من خارج السعودية، وقد بلغت مصروفات السياح المحليين على التسوق في الرياض وحدها في سنة 2011 نحو 665 مليون ريال، متقدمة على حجم المصروفات على مرافق الإيواء السياحي الذي بدوره بلغ 497 مليون ريال.

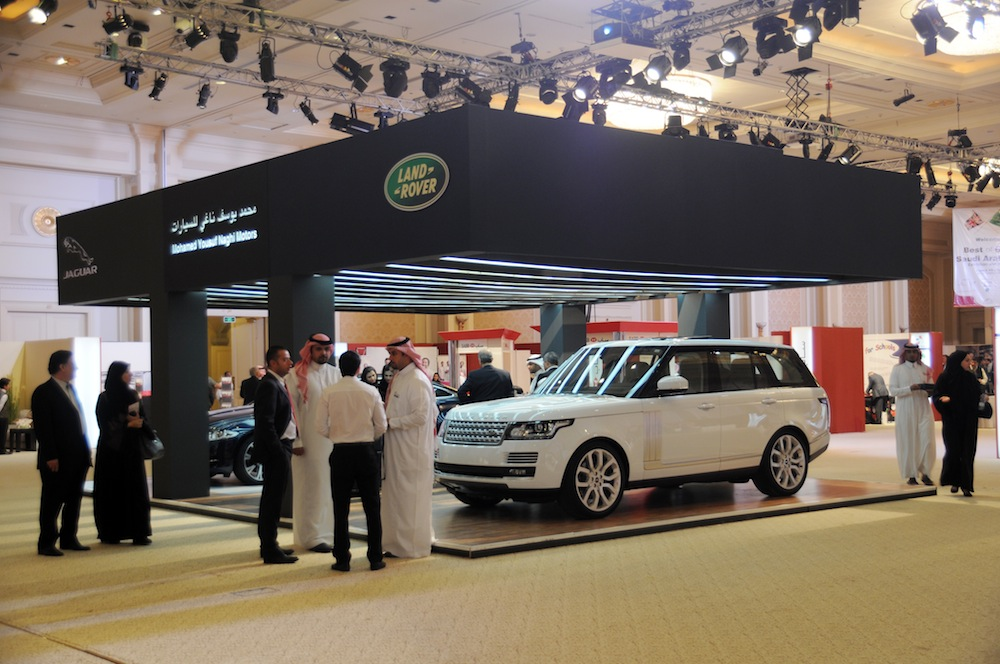
أحد المعارض الخاصة بالسيارات، أقيم في الرياض سنة 2013.

### سياحة الأعمال
اهتمت الهيئة العامة للسياحة والتراث الوطني (وزارة السياحة حاليا) بسياحة الأعمال في المملكة، وقد عملت الهيئة على التعاون مع وزارة التجارة ومجالس الغرف التجارية، والمناطق وغيرها لتطوير ما يتطلبه هذا النوع من السياحة لتكون أكثر تنافسية، حيث أن هذه السياحة تكون عادةً بغرض حضور المعارض والمؤتمرات والاجتماعات أو الاشتراك بها. تشهد المملكة نمواً ملحوظاً ومتصاعداً في مجال سياحة الأعمال، وذلك بسبب النهضة الاقتصادية والعمرانية بها، وما تحتويه من خدمات وبنية تحتية المناسبة. وتمثل سياحة الأعمال رافداً مهما في السوق السياحي بالدولة، حيث يبلغ إنفاق سياح الأعمال نحو 21% من إجمالي السياحة في المملكة. هناك أكثر من 100 ألف فعالية أعمال تقام سنوياً، يحضرها أكثر من 3.9 مليون سائح بمعدلات إنفاق تتجاوز 4.2 مليار ريال. كما توجد أكثر من 600 صالة معارض ومؤتمرات واجتماعات. في سنة 2013 حققت سياحة الأعمال 14 مليار ريال، ويتوقع أن يصل في سنة 2024 إلى 30 ملياراً. تعكف وزارة السياحة حالياً على تطوير سياحة الأعمال والعمل على رفع عدد الرحلات السياحية المحلية القادمة المرتبطة بسياحة الأعمال، مع التركيز على تطوير عناصر صناعة سياحة الأعمال، وغيرها من الأمور التي تسهم في زيادة عدد منتجات وبرامج سياحة الأعمال ورفع جودتها.

### السياحة الثقافية
سعت هيئة السياحة منذ بداياتها لدمج السياحة بالتراث والثقافة من خلال تأسيس برنامج «الثقافة والتراث» في العام 2002م، وساعد موقع المملكة وسط قارات العالم في اكتسابها عددا من مقومات السياحة الثقافية كونها كانت ولا تزال ملتقى الحضارات الإنسانية، وتضم المملكة حاليا نحو 10 آلاف موقع تراثي وثقافي، وقد تجاوز عدد الرحلات السياحية الثقافية المحلية في المملكة ستة ملايين رحلة في العام 2016م شملت زيارات للمتاحف ومواقع التاريخ الإسلامي والمواقع الأثرية والمعارض الثقافية والفنية والمهرجانات الثقافية، وقدر الإنفاق المباشر للزوار المحليين والدوليين على أنشطة التراث الثقافي بنحو 13.5 مليار ريال (3.6 مليار دولار).

### السياحة الرياضية
هي نوع من أنواع السياحة التي تستهدف فئة الشباب خصوصًا، وتشمل الفعاليات والأنشطة والرحلات التي تُمارس بشكل فردي أو جماعي. تتنوع هذه الأنشطة بين الرياضات الصحراوية، والجبلية، والبحرية، والرياضات الجوية، والإلكترونية، والقتالية وغيرها من الأنشطة والفعاليات، حيث تستضيف المملكة العديد من الفعاليات الرياضية الكبرى مثل رالي داكار، وفورمولا إي، جائزة السعودية الكبرى للفورمولا 1، وكأس السوبر الإسباني، وكأس السوبر الإيطالي، وبطولات الملاكمة في الوزن الثقيل، إضافة إلى كأس آسيا 2027 والألعاب الآسيوية الشتوية 2029. وقد بلغ عدد الرحلات السياحية الرياضية في المملكة للعام 2018م، 151 ألف رحلة، ووصل الإنفاق السياحي على مستوى المملكة للعام نفسه 134 مليون ريال.

## الوجهات السياحية

### مواقع التراث العالمي
- مدائن صالح

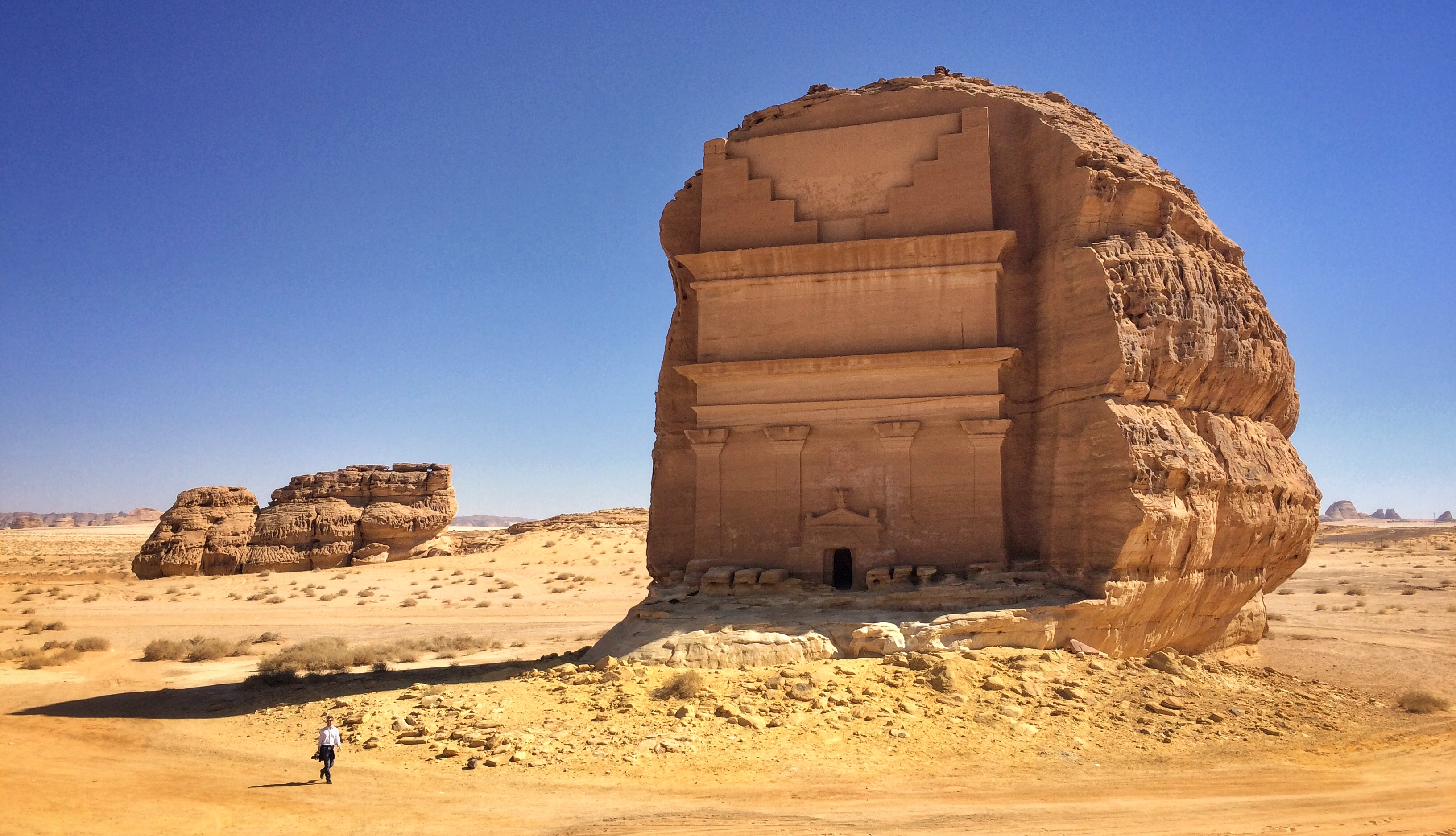
جانب من مدائن صالح ويظهر القصر الفريد.

تتميز مدائن صالح كونها إحدى أهم وأبرز الوجهات السياحية في السعودية، حيث أنه في سنة 2008، أعلنت منظمة الأمم المتحدة للعلوم والتربية والثقافة (اليونسكو) أن مدائن صالح موقع تراث عالمي، وبذلك أصبح أول موقع في السعودية ينضم إلى قائمة مواقع التراث العالمي حيث عملت الهيئة الملكية لمحافظة العلا على تطوير المنطقة لتواكب ازدياد أعداد السياح، بالتعاون مع مجموعات عالمية في إدارة الوجهات. تتضمن رؤية العلا، التي أطلقتها الهيئة برعاية وحضور رئيس مجلس الإدارة الأمير محمد بن سلمان، مجموعة من المشاريع التنموية التطويرية التي تعزز موقع العلا – بما فيها مدائن صالح – كواجهة حضارية عالمية. وتضم آثار مدائن صالح 153 واجهة صخرية منحوتة، كما تضم عدداً من الآثار الإسلامية والتي تتمثل في عدد من القلاع وبقايا خط سكة حديد الحجاز والتي تمتد لمسافة 13 كم وكذلك المحطة والقاطرات. مدائن صالح والمعروفة سابقاً بالحِجْر تقع بالقرب من مدينة العُلا والتي هي بدورها تحتوي على عدد من الآثار، وتتمتع بوجود عدد من الفنادق ودور السكن فيها ذات مستوى جيد، وهي تستقبل عدداً من السياح والزوار طيلة أيام السنة، وتكتظ في فترة العطلات حيث تجاوز عدد زوار الموقع 140 ألف زائر في عام 2022. وتم تصنيف العلا ضمن أفضل القرى السياحية في العالم لعام 2022 من قبل «منظمة السياحة العالمية»، كما حصلت مدائن صالح على جائزة «أفضل مشروع للسياحة الثقافية في الشرق الأوسط» لعام 2023. يمكن الوصول إلى مدائن صالح عن طريق مطار العُلا، والذي يبعد مسافة تقدّر بحوالي 15 دقيقة عن الموقع، والمطار يستقبل الوجهات القادمة من الرياض والمدينة المنورة وحائل. كما أنه يمكن الوصول إلى الموقع أيضاً عن طريق السيارة أو عن طريق الحافلات القادمة من جدة وحائل والمدينة المنورة والرياض التي تتجّه يومياً إلى مدينة العلا. أعلنت وزارة السياحة أنه لا يشترط إذناً مسبق عند زيارة الموقع، والاكتفاء بتسجيل اسم الزائر عند بوابة الموقع.
- الدرعية

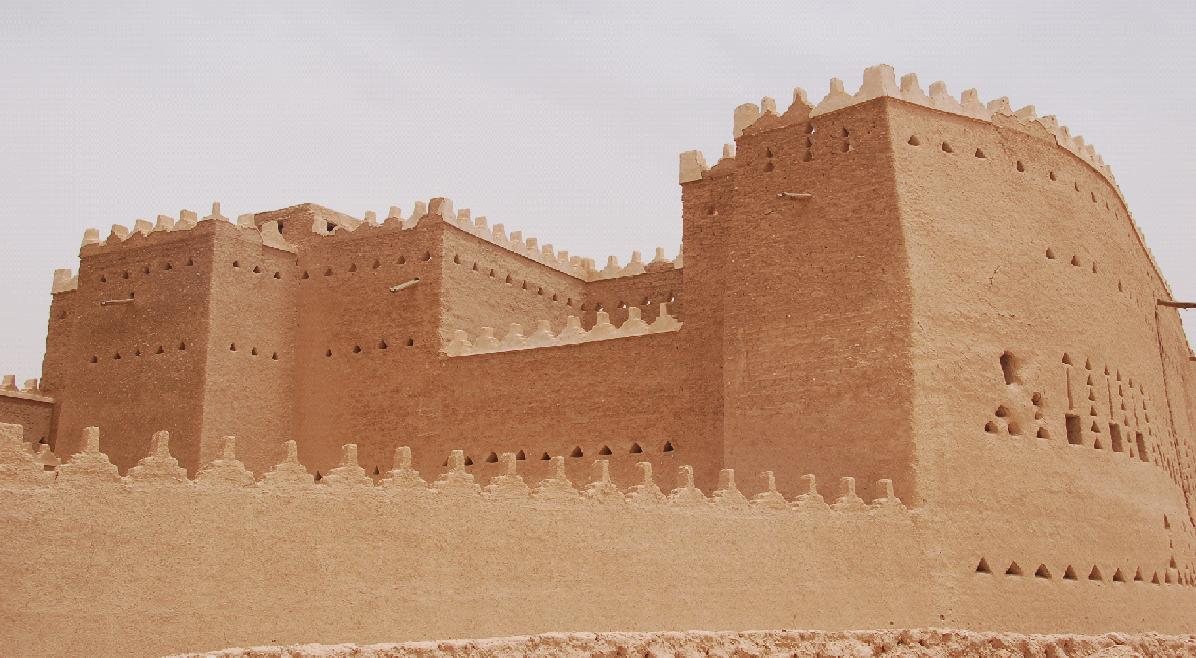
من المباني الواقعة في الدرعية التاريخية.

كانت الدرعية عاصمة الدولة السعودية الأولى، وتتميز حاليّاً بعدة مقومات سياحية متنوعة. تتكون الدرعية من عدة أحياء رئيسية هي حي الطريف، وحي غصيبة، وحي البجيري، وحي السريحة، وهناك أحياء تاريخية أخرى مثل الظهيرة والطرفية والعودة والبليدة. يتميّز حي الطريف كونه كان يضم مقر الحكم والأسرة الحاكمة ويعد الحي أحد مواقع التراث العالمي، حيث يضم عدداً من المباني ذات طابع معماري مميّز، بالإضافة لقصر سلوى الذي كانت تُدار منه شؤون الدولة، بالإضافة إلى بيت المال وغيرها من المباني الطينية الضخمة، كما أن هناك قصر للضيافة وحمام بخاري ومرافق أخرى. كما يوجد أيضاً سور الطريف الذي تقع عليه عدد من الأبراج الضخمة التي شُيِّدت للمراقبة، وهناك مواقع تاريخية أثرية أخرى مثل برج سمحة، وبرج الحسانية، وبرج الفتيقة، وبرج فيصل، وبرج شديد اللوح، وأبراج المغيصيبي، وأبراج القميرية، وسور قليقل، وحصن الرفيعة، وقصر الأمير سعد بن سعود، وقري عمران، وسمحان، ومسجد الظهيرة، والطريف. في سنة 2010 تم اختيار موقع حي الطريف في الدرعية التاريخية ليكون ضمن قائمة التراث العالمي التابعة لليونسكو. أسست هيئة تطوير بوابة الدرعية في يوليو 2017، بموجب مرسوم ملكي، لتُشرف على إعادة تأهيل المنطقة وتحويلها إلى وجهة حضارية وتراثية عالمية. وفي 4 ديسمبر 2022، دشّنت الهيئة حي الطريف التاريخي ومشروع مطل البجيري كأول أصول تُفتح للزوار، خلال احتفالية شارك فيها وفود المجلس العالمي للسفر والسياحة، تزامناً مع انعقاد القمة العالمية الـ22 في الرياض.
- جدة التاريخية

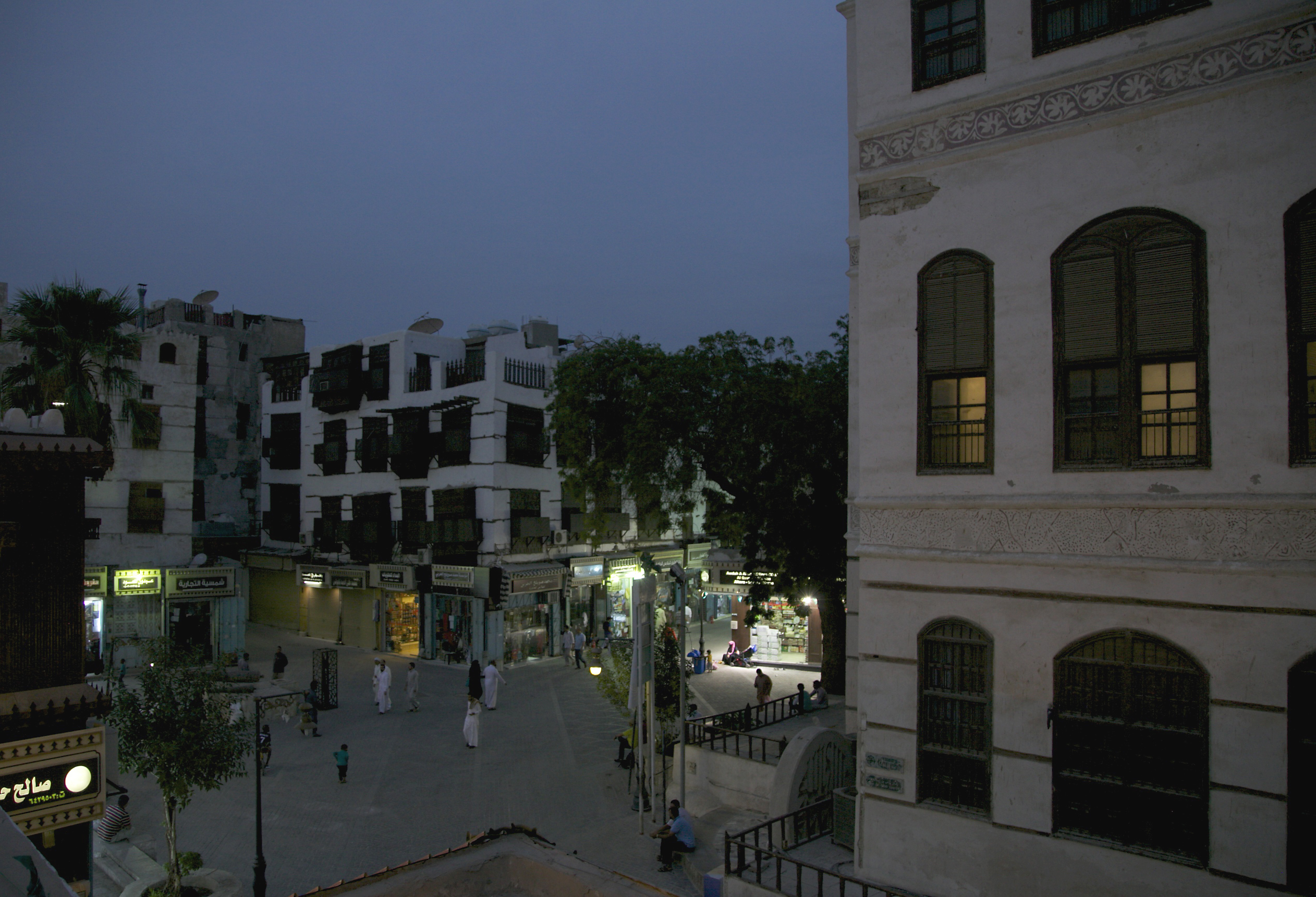
أحد أحياء جدة التاريخية.

تقع جدة التاريخية وسط مدينة جدة وتضم مجموعة من المواقع التاريخية، ومن أبرز تلك المواقع، سور جدة الذي بُني لغرض الحماية من الهجمات الخارجية ويتميز ببواباته وهي باب مكة، وباب شريف، وباب النافعة، وباب الصبة، وباب المغاربة، وباب صريف، وباب المدينة، وباب جديد. كما تضم المنطقة عدد من الحارات، التي اكتسبت أسماءها من موقعها الجغرافي داخل المدينة، أو شهرتها من خلال الأحداث التي مرت بها، وهي حارة المظلوم، وحارة الشام، وحارة اليمن، وحارة البحر، وحارة الكرنتينه، وحارة المليون طفل. كما تضم المنطقة عدد من المساجد التاريخية والأسواق. من أشهر المساجد التاريخية القديمة في المنطقة، مسجد الشافعي، ومسجد عثمان بن عفان، ومسجد الباشا، ومسجد عكاش، ومسجد المعمار، ومسجد الرحمة، ومسجد الملك سعود، ومسجد الجفالي، وجامع حسن عناني. من الأسواق البارزة في المنطقة سوق العلوي، وسوق البدو، وسوق قابل، وسوق الندى. كما توجد إلى جانب الأسواق عدد من الخانات التاريخية التي تسمى القيصرية وتعني السوق الذي يتكون من مجموعة دكاكين تفتح على بعضها، ومن أهم تلك الخانات، خان الهنود، وخان القصبة، وخان الدلالين، وخان العطارين. من أشهر وأقدم المباني الباقية، بيت نصيف ودار آل جمجوم في حارة اليمن، ودار آل باعشن وآل قابل ومسجد الشافعي في حارة المظلوم، ودار آل باناجة وآل الزاهد في حارة الشام. تم تسجيل الموقع في 2014 من قبل لجنة التراث العالمي التابعة لمنظمة اليونسكو وإعلانه كموقع تراث عالمي. وتحتضن المنطقة فعاليات ثقافية وسياحية على مدار العام، أبرزها فعاليات «رمضاننا كدا»، وفعاليات موسم جدة «أيامنا الحلوة»، وسوق «باب المدينة» الموسمي كما تضم جدة التاريخية عدداً من المتاحف الخاصة مثل بيت نصيف التاريخي الذي يُستخدم كمركز ثقافي، وبيت قابل للفنون، ومتحف عبد الرؤوف خليل، التي تُعنى بعرض تاريخ المدينة وتوثيق تراثها الحجازي والبحري.
- الفنون الصخرية في منطقة حائل

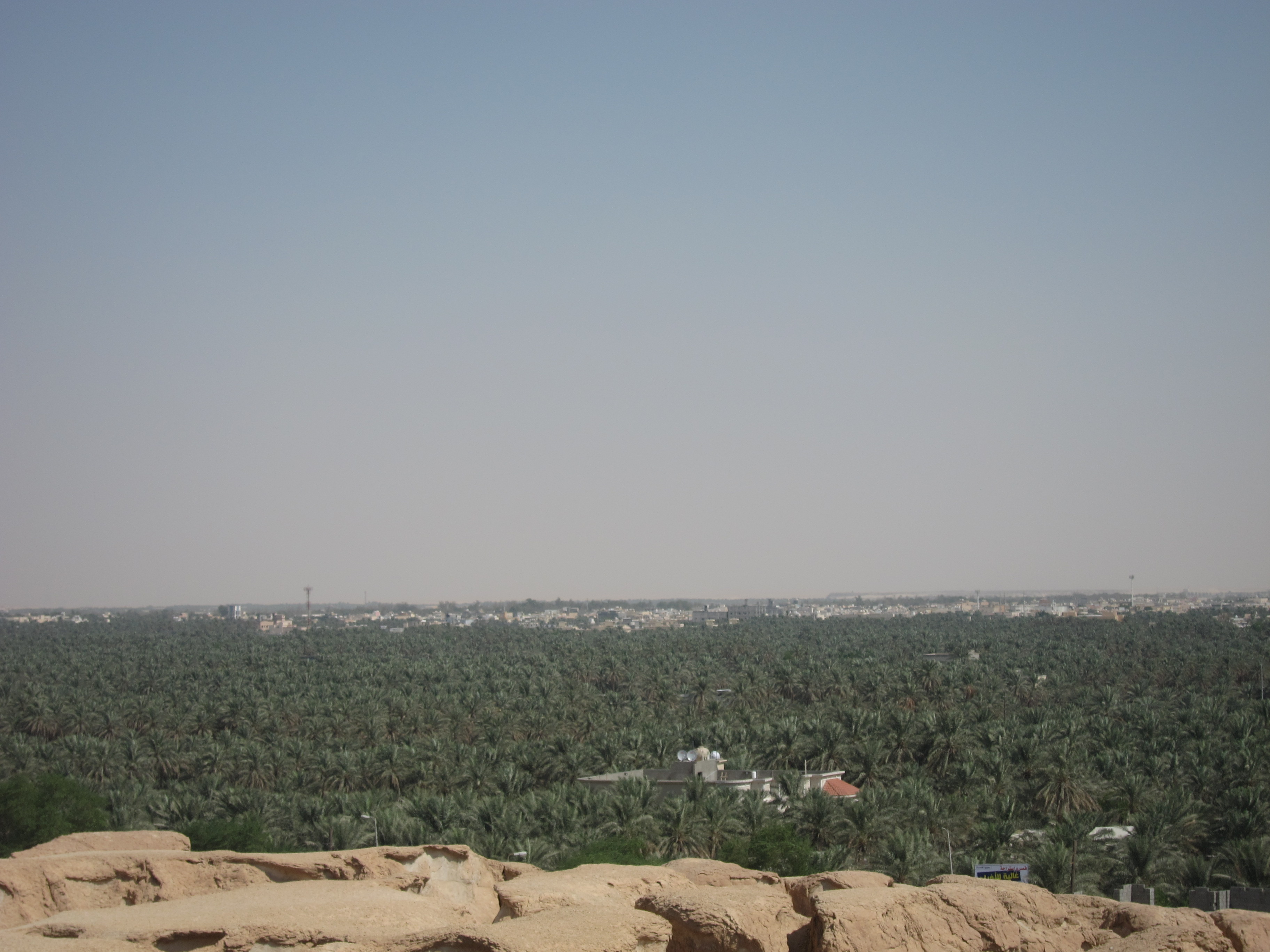
منظر عام لواحة الأحساء من جبل قارَة.

تشتمل المنطقة على رسومات جبل أم سنمان في جبّة وكذلك راط والمنجور في الشويمس، وتحتوي الرسوم الصخرية في جبة على مجموعة متنوعة من الرسومات الصخرية المميزة التي يعود تاريخها إلى عشرة آلاف عام، ومن تلك الرسوم ما يجسد مناظر حيوانية وبشرية ونباتية ورمزية، وكذلك يحتوي «جبل جبة» ما يقارب 5,431 نقشاً عربياً ثموديّاً قديماً. قامت منظمة اليونسكو سنة 2015 بتسجيل الفن الصخري في منطقة حائل وتحديداً الفنون الواقعة في منطقة جبة والشويمس لتكون على قائمة مواقع التراث العالمي.
- واحة الأحساء

تقع الواحة في محافظة الأحساء وتنمو فيها أكثر من مليون ونصف نخلة، وتعد أكبر واحة نخيل محاطة بالرمال في العالم. تقام بجوارها أعمال زراعية واسعة لوفرة المياه والعيون العذبة. يشتمل الموقع على عدة معالم وهي: مسجد جواثى، قصر إبراهيم، قصر صاهود، قصر محيرس، قصر أبو جلال، ميناء العقير، جبل قارَة، سوق القيصرية. تم تسجيل الموقع من قبل منظمة اليونسكو كأحد مواقع التراث العالمي سنة 2018م. ويُنظَّم سنويًا في الواحة مهرجان الأحساء المبدعة للحرف اليدوية والفنون الشعبية، والذي يُقام في قلعة أمانة الأحساء التراثية، ويُعد منصة لعرض المنتجات التقليدية والعروض الفنية التراثية. كما يُقام مهرجان مزاد تمور الأحساء بمشاركة مجموعة من الفعاليات المصاحبة، تهدف إلى إبراز جودة تمور الأحساء ودعم قطاع زراعتها، عبر تنظيم آليات البيع وتعزيز التعاون بين المزارعين والمنتجين والمصنعين في المنطقة.
- منطقة حِمى الثقافية

تقع منطقة حِمى الثقافية في منطقة نجران جنوب المملكة، وتضم أكثر من 34 موقعًا أثريًا تحتوي على آلاف الرسوم والنقوش الصخرية التي توثق مظاهر الحياة اليومية مثل الصيد والرعي والتنقل. وتُعد آبار حِمى من أبرز معالم المنطقة، وهي ست آبار تاريخية كانت تستخدمها القوافل التجارية التي تمر بين جنوب الجزيرة العربية وشمالها للتزود بالمياه.
تحتوي المنطقة على أكثر من 13 موقعًا رئيسيًا للرسوم الصخرية، تتضمن أشكالًا آدمية وأسلحة وأدوات، بالإضافة إلى مشاهد لأنشطة اجتماعية. وتُعد من أهم مواقع الفن الصخري في الجزيرة العربية.
في 24 يوليو 2021، أعلنت منظمة الأمم المتحدة للتربية والعلم والثقافة (اليونسكو) إدراج منطقة حِمى الثقافية ضمن قائمة مواقع التراث العالمي، لتصبح سادس موقع سعودي ينضم إلى القائمة.

### المشاريع الكبرى
- نيوم

مدينة المستقبل، وهي مدينة تعتمد أحدث التقنيات المستقبلية والذكية، يجري العمل على إنشائها على سواحل البحر الأحمر.، تشمل العديد من المدن والموانئ الوجهات السياحية مثل ذا لاين، تروجينا، اوكساجون، وغيرها.
- سندالة

جزيرة سندالة هي إحدى جزر البحر الأحمر، وأولى وجهات نيوم للسياحة البحرية الفاخرة ونوادي اليخوت على البحر الأحمر بمساحة إجمالية تصل لـ840,000 متر مربع (9,000,000 قدم2).
- مشروع البحر الأحمر

يُعد المشروع أحد أبرز الوجهات السياحية الفاخرة في السعودية، ويغطي مساحة تُقدَّر بحوالي 28,000 كيلومتر مربع، تشمل أكثر من 90 جزيرة طبيعية. يتضمن المشروع تطوير ما يقارب 50 منتجعًا، ويركز على الحفاظ على التنوع البيئي، إذ يضم مواطن لعدد من الكائنات البحرية النادرة مثل سلحفاة اللجأة، وسمك الحلاوي، وقرش الحمار الوحشي. كما جرى توثيق نحو 1,600 موقع أثري داخل نطاق المشروع، مما يعكس أهميته البيئية والثقافية في آن واحد.
- أمالا

مشروع سياحي يوصف بـ«ريفييرا الشرق الأوسط»، ويقع ضمن محمية الأمير محمد بن سلمان الطبيعية شمال غرب السعودية، وتتمحور فكرته على مفهوم السياحة الفاخرة المرتكزة على النقاهة والصحة والعلاج.
- مدينة القدية

مشروع ترفيهي رياضي ثقافي جنوب غرب العاصمة الرياض ويحتوي على أكثر من 300 من المرافق الترفيهية والتعليمية، ويهدف للمساهمة في استعادة 30 مليار دولار ينفقها السعوديون سنوياً على السياحة الخارجية، ومن أبرز محتوياته مدينة 6 فلاجز الترفيهية.

### المواقع السياحية في المناطق الإدارية

#### المنطقة الجنوبية
- منطقة الباحة: تتميز المنطقة ببيئتها الجبلية ومناخها المعتدل صيفاً وشتاءً، كما تضم العديد من المواقع الأثرية. هناك منتزه غابة رغدان الذي يبعد حوالي 5 كم عن وسط مدينة الباحة وتشرف على تهامة. كما يوجد منتزه الأمير مشاري ومنتزه التخييم العائلي، ويوجد بها شلال ينحدر في بركة محاطة بالصخور. من أهم الوجهات في المنطقة قرية ذي عين التراثية وهي من أهم القرى التاريخية في شبه الجزيرة العربية حيث تتميز بمبانيها المتراصة على قمة جبل وتطل مباشرة على وادي راش. يوجد أيضاً جبل شدا الأعلى وهو من أعلى القمم في محافظة المخواة ويصلح لهواة تسلق الجبال كما أنه مصنف ضمن المحميات الطبيعية في المملكة. من المواقع البارزة أيضاً جبل شدا الأسفل، وقرية عشم الأثرية، وقرية الخلف والخليف، وقرية دوس، ومنتزه القمع، ومنتزه الخلب، وعقبة المندق، وعقبة حميدة، وعقبة الضفير، وطريق الفيل.[93]
- منطقة جازان: توجد بالمنطقة العديد من المواقع الطبيعية والأثرية، وهي تتميز بتنوع تضاريسها، من أبرز الوجهات السياحيّة بالمنطقة، جزر فرسان التي تتميز بشواطئها البكر وأشجار المانغروف التي تحيط بها، كما أن بالجزيرة عدد من المواقع التاريخية أبرزها منزل الرفاعي ومسجد النجدي والقلعة العثمانية.[94] كما أن مدينة جازان تحتوي على قلعة الدوسرية التي يعود تاريخها إلى الدولة العثمانية حيث كانت مقراً للحاكم التركي في جازان، كما توجد بالمدينة أيضاً القرية الشعبية التي يقام فيها عادةً مهرجان جازان الشتوي. يعتبر وادي لجب من الوجهات التي يقصدها السياح والزوار، بالإضافة إلى جبال فَيْفا ذات الطبيعة الجبلية التي تكسوها الخضرة على مدار العام كما تتميز بأجوائها المعتدلة.[95][96]
- منطقة عسير: تعتبر من المناطق السياحية الجاذبة، من أبرز مواقعها السياحية الجبل الأخضر المطل على مدينة أبها وبه عربات تلفريك، كما يوجد بالمدينة أيضاً قصر شدا التاريخي. تعتبر السودة من الوجهات البارزة في عسير وهي تتميز بالمدرجات الزراعية الخضراء وغابات العرعر، وهناك متنزه السحاب الذي يشرف على تهامة، كما أن هناك أيضاً موقع للطيران الشراعي حيث تتم ممارسة رياضة القفز المظلي من أعلى قمة جبال السروات، ويوجد بها أيضاً عربات تلفريك تطل على المناظر الطبيعية. كما توجد قرية رجال ألمع التراثية التي تتميز بالفنون الألمعية في الأبنية التراثية المصنوعة من الحجر والطين. بالإضافة إلى وجود متنزهات الفرعاء ودلقان، وكذلك وادي وقرى المسقي التي تطل على مبانٍ تراثية مختلفة. كذلك توجد الحبلة التي تتوفر بها الخدمات السياحية. توجد أيضاً حصون قديمة في مدينة أحد رفيدة، وقرية ابن حمسان التراثية وهي عبارة عن مجمع تراثي يضم مطاعم شعبية.[97]
- منطقة نجران: تقع المنطقة على جزء من صحراء الربع الخالي، كما تتميز بمبانيها التراثية ذات التصميم الفريد الخاص بها ومن أبرز الأمثلة على ذلك قصر الإمارة التاريخي، كما يوجد متحف نجران الذي يحتوي على مقتنيات تعود إلى عصور مختلفة، ويوجد موقع الأخدود الأثري.[98][99] كما أن المنطقة بها عدد من المحميات والمنتزهات الطبيعية ومن هذه المنتزهات متنزه الملك فهد الواقع في غابة سقام التي تتميز بأشجار السدر والسمر. كما يوجد بنجران عدد من الأسواق الشعبية والحديثة بمختلف مجالاتها، حيث تتميز الأسواق الشعبية بمحلاتها التي تشكل صف طويل من المحال الصغيرة، وتعمل على بيع القهوة العربية والتمور والمصنوعات الفخارية والخشبية والمنسوجات، كما أن هناك سوق تقليدي للنساء مخصص لبيع المنتجات النسائية.[99]

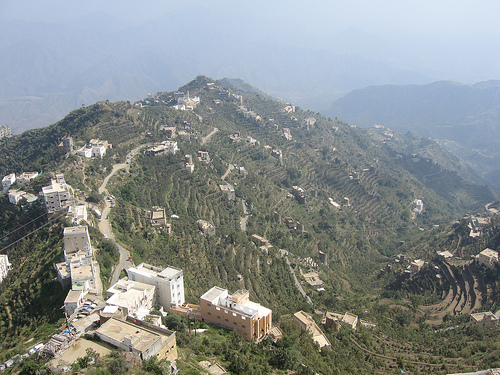
جبال فيفاء
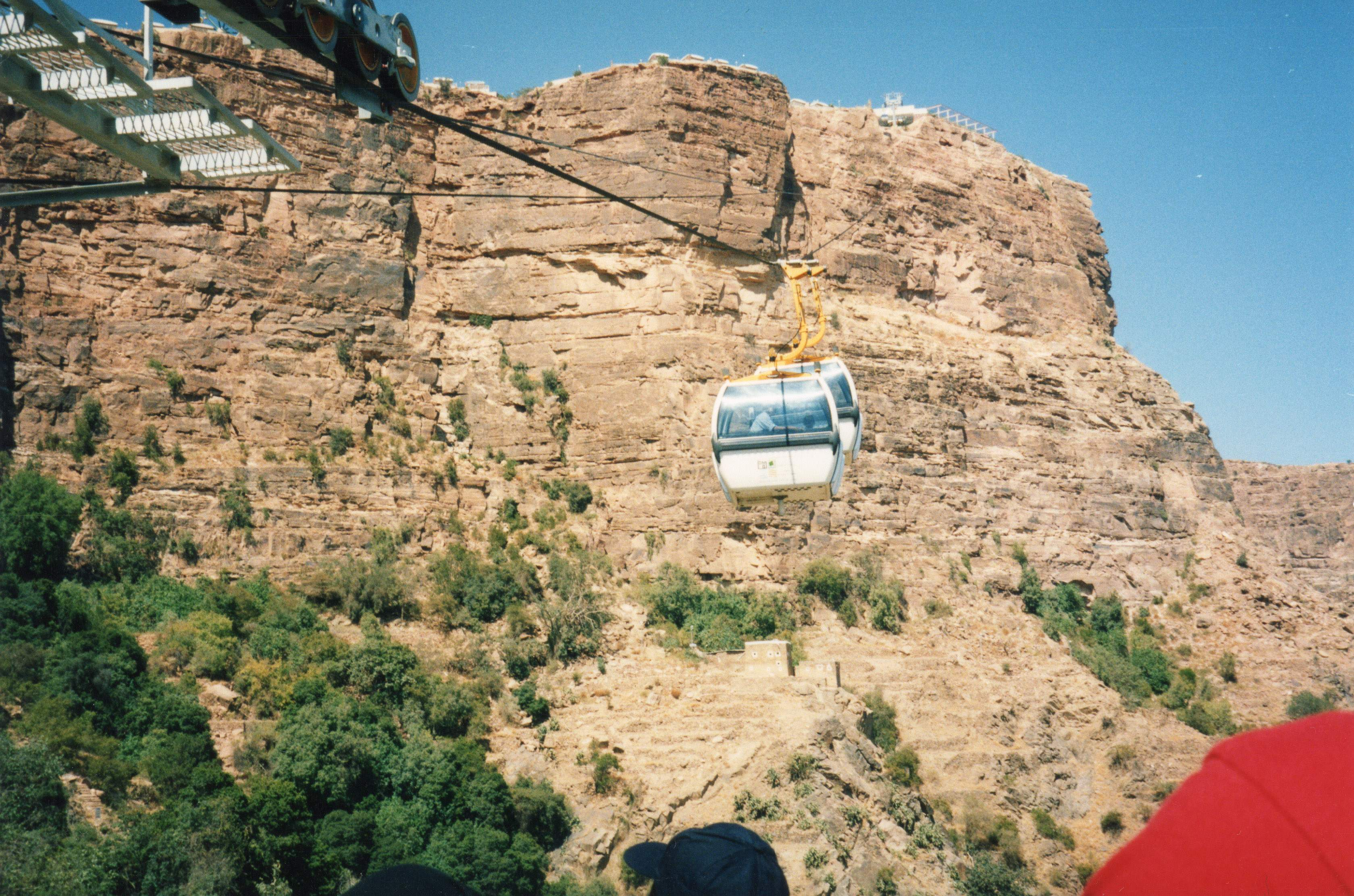
منتزه الحبلة
بيوت تراثية في نجران
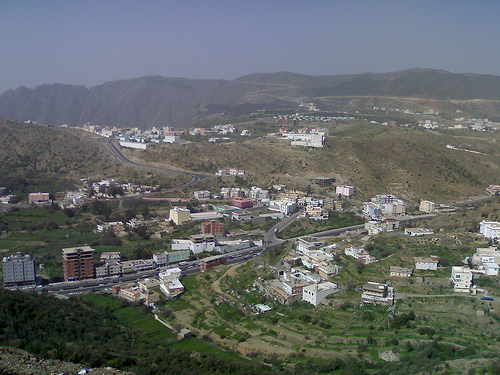
مدينة الباحة

#### المنطقة الشمالية
- منطقة الجوف: تضم المنطقة عدداً من الأماكن التي تتوزع في مختلف محافظاتها. من المعالم المميزة في مدينة سكاكا توجد قلعة زعبل، وجبل برنس الذي يحوي نقوشاً ورسوماً صخرية، وموقع أعمدة الرجاجيل. كما يوجد حي الضلع القديم الذي يعبر عن الطراز المعماري لمدينة سكاكا، وكذلك منتزه الأمير فهد بن بندر المطل على المدينة، كما يوجد بها مكتبة دار الجوف للعلوم التي تحوي على وثائق ومخطوطات ومجموعات نادرة من العملات المعدنية. أما في محافظة دومة الجندل فهناك قلعة مارد، ومسجد عمر بن الخطاب الواقع وسط المدينة القديمة، وبالقرب منه يقع حي الدرع وهو أحد الأحياء القديمة وتضم بيوته صخوراً عليها كتابات تعود إلى عهد الأنباط، كما يوجد بالمحافظة أيضاً بحيرة دومة الجندل، كما يوجد سور دومة الجندل ذي الأهمية التاريخية والتراثية. في محافظة القريات يوجد قصر الكاف والقرية القديمة التي تتألف من بيوت طينية متلاصقة، وقلعة الصعيدي المطلة على قرية كاف، ومنتزه الرشراشية الذي يقع على مصب أربعة أودية، بالإضافة إلى المياه الكبريتية بعين الحواس.[100][101]
- منطقة الحدود الشمالية: في مدينة عرعر العديد من الروضات التي تنمو فيها النباتات الطبيعية، منها وادي عرعر ووادي بدنة والعويصي، كما أن هناك عدد من التلال والجبال مثل جبل كثيفة. في المنطقة عدد من المواقع الأثرية والتاريخية التي تعود لعصور ما قبل الإسلام في بدينة ووادي الشاظي الواقعة في مدينة عرعر، بالنسبة لمدينة طريف فأبرز آثارها تتمثل في الأساسات الجدارية لقصر دوقرة، أما مدينة رفحاء فهي مدينة محطات الحجيج وبها مواقع أثرية في لينة. تكسو المنطقة الخضرة في الربيع، فتنتشر الأشجار العطرية المتنوعة، وبها يتوفر الكمأ (الفقع)، وتعتبر المنطقة مناسبة للتخييم وممارسة أنواع الرياضات الصحراوية، كما أن محمياتها تعتبر حاضنة للصقور بمختلف أنواعها.[102]
- منطقة تبوك: هناك عدد من المواقع في المنطقة، حيث يوجد في مدينة تبوك متحف قلعة تبوك وعين سكر في مركز المدينة التاريخية، ومسجد التوبة، أما التسوق فهو ما تتميز به جادة الأمير فهد بن سلطان حيث تضم عدد من المحلات التجارية، ومتحف محطة تبوك إحدى محطات خط حديد الحجاز الرئيسية، بالإضافة إلى منطقة بجدة التي تتميز بكثبانها الرملية وتلالها الصخرية. بالنسبة لمدينة حقل فتتميز بالمطل والكورنيش الشمالي المطل على خليج العقبة، وتوجد هناك قلعة الملك عبد العزيز التاريخية، كما يوجد جبل اللوز أشهر جبال المنطقة، بالإضافة إلى منطقة الزيتة ومنطقة علقان. في ضباء يوجد المرسى الواقع في قلب المنطقة التاريخية، والحديقة الجبلية التراثية والبلدة القديمة، وهناك الكورنيش الجنوبي وآبار السلطانية الواقعة أعلى وادي ضباء، وشاطئ الليانه، وواحة الديسة، وشواطئ شرما، والخريبة، وعدد من القلاع التاريخية. في تيماء هناك المتحف وقصر الحمراء وغيره من القصور التاريخية، وبئر هداج والمنطقة التاريخية، ومواقع تاريخية مختلفة تعود للفترة الأرامية، ومواقع لمدافن تعود لفترة ماقبل التاريخ.[103] في البدع توجد مغاير شعيب.[104] تمتاز محافظة أملج بشواطئها وجزرها الممتدة على طول سواحلها، كما أن بها وبمحافظة الوجه عدد من المواقع التاريخية.[103]

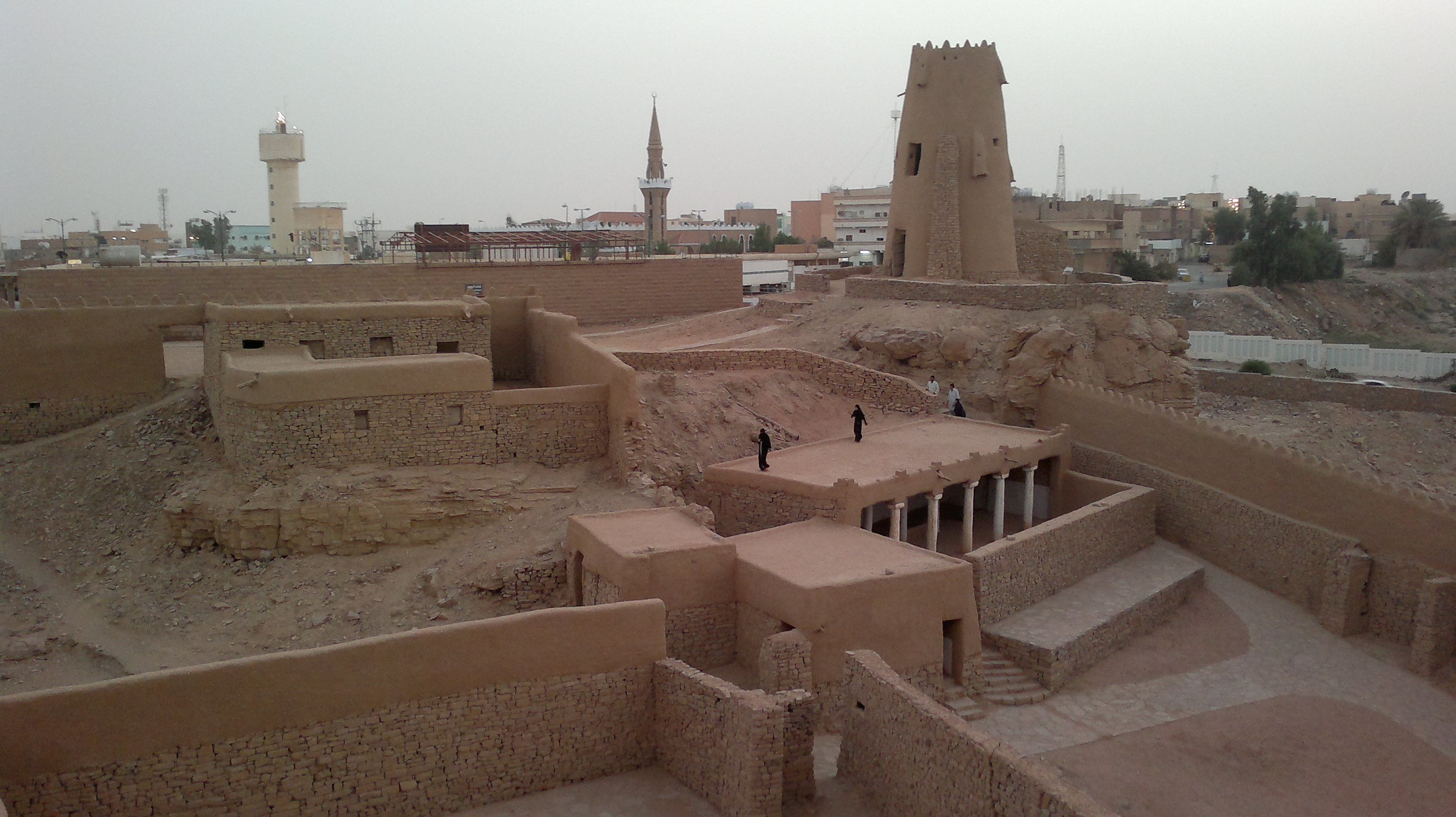
قلعة مارد
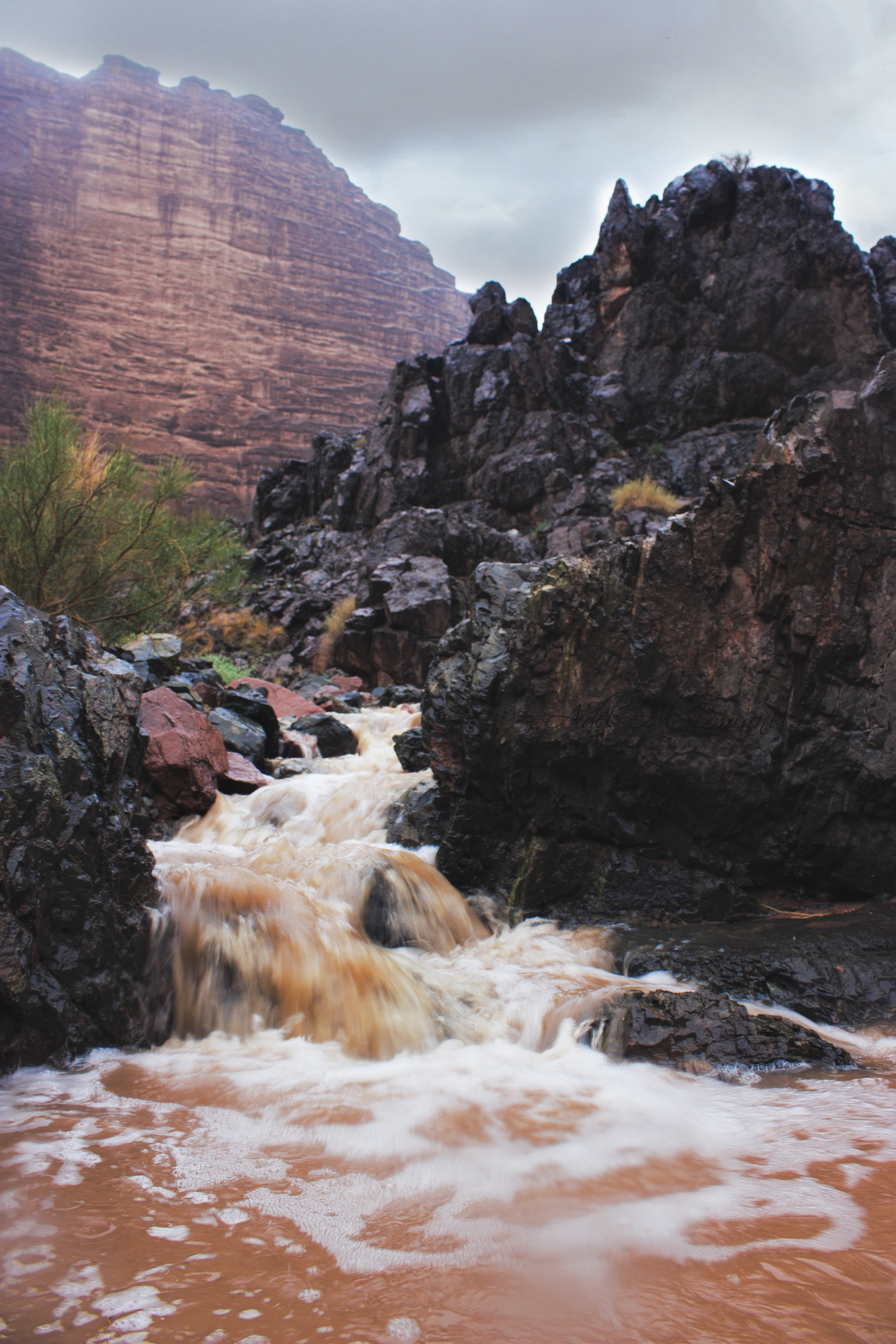
منطقة علقان
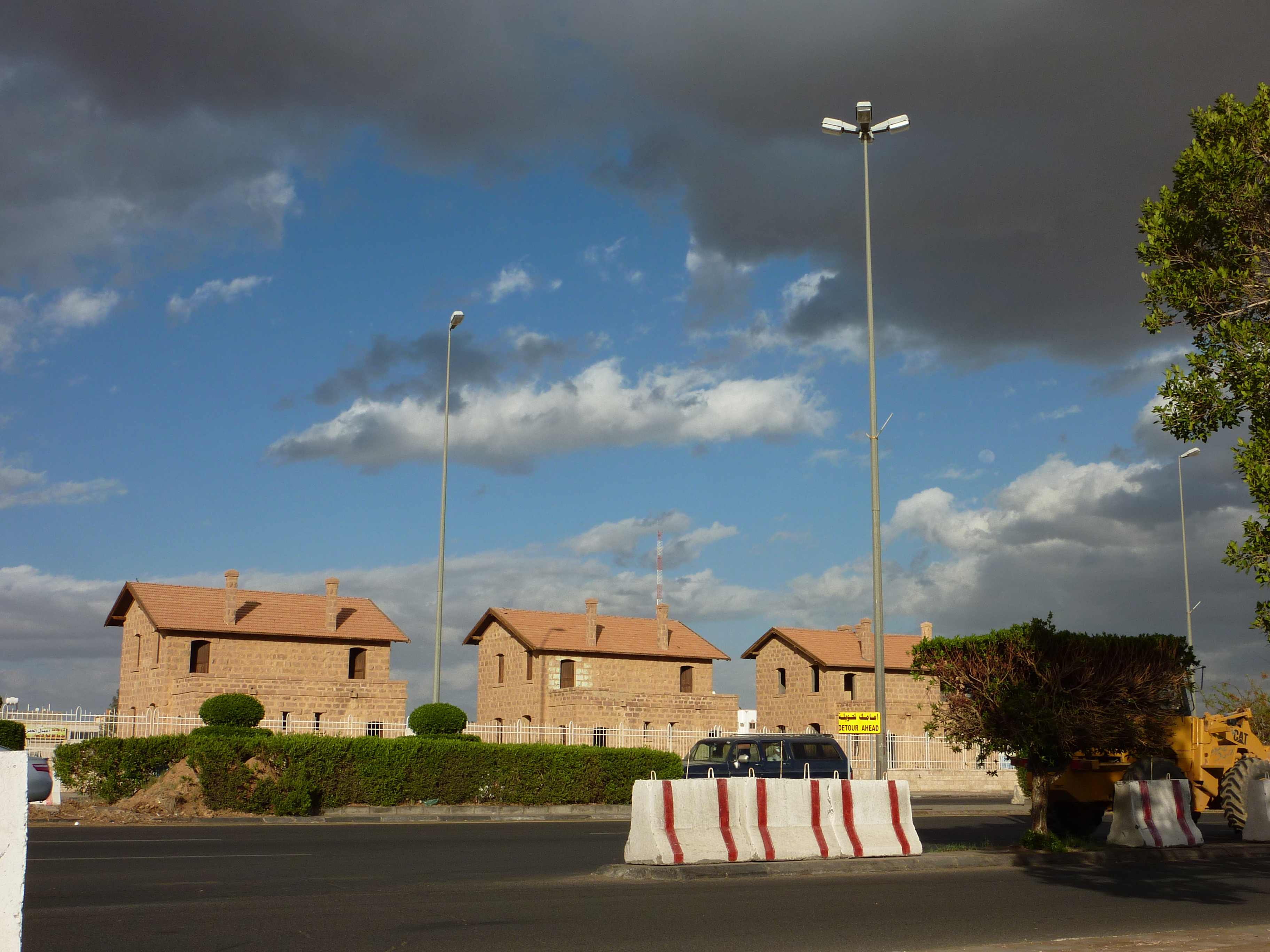
محطة سكة خط حديد الحجاز بتبوك
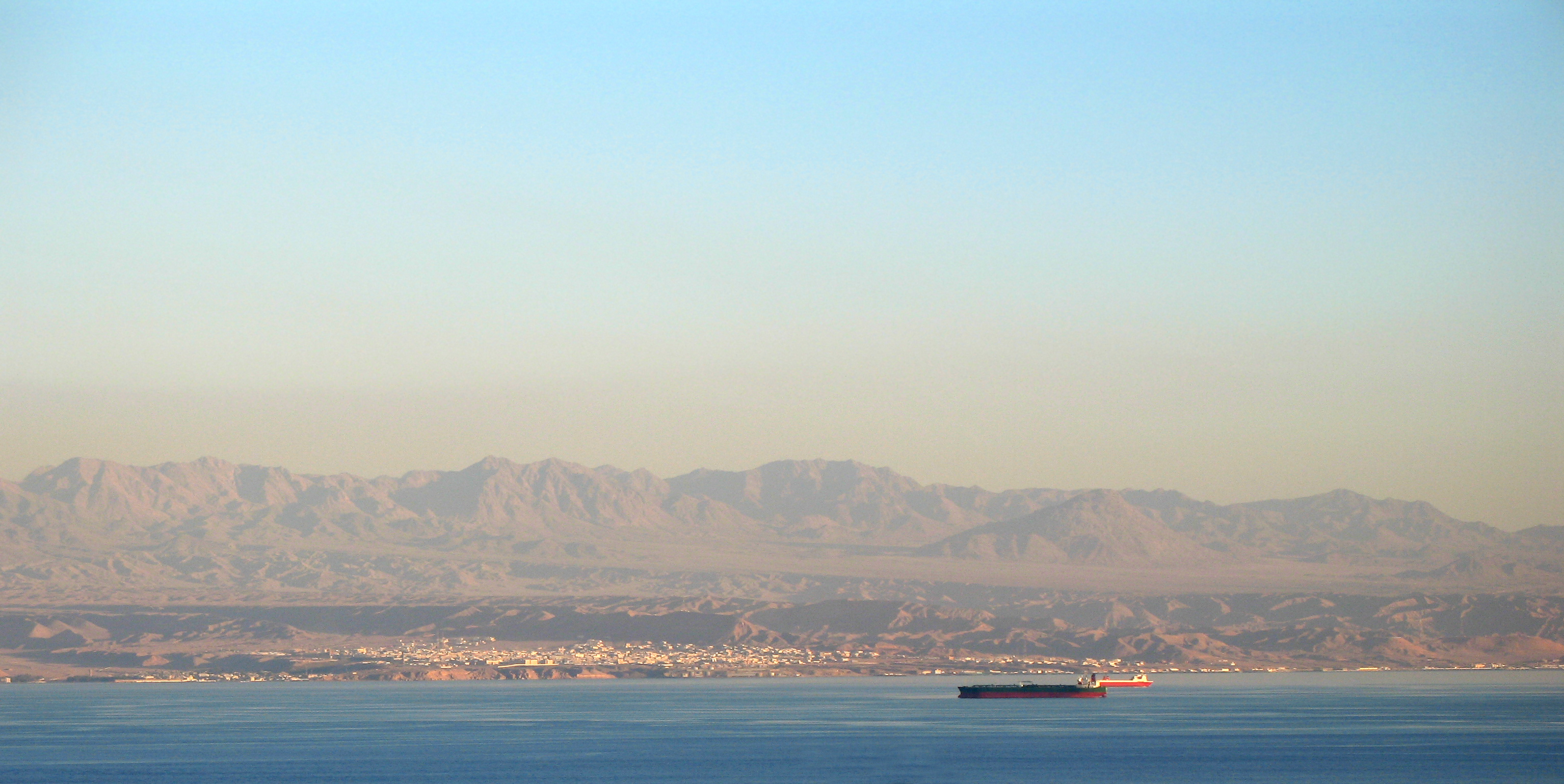
مدينة حقل

#### المنطقة الوسطى
- منطقة الرياض: تضم المنطقة العاصمة السعودية الرياض وعدد من المحافظات الأخرى. في مدينة الرياض هناك العديد من المواقع التاريخية أبرزها مدينة الدرعية التاريخية إحدى مواقع التراث العالمي، وقرية الغاط التراثية،[105] ومنطقة قصر الحكم،[106] كما أن هناك وادي حنيفة، ومنطقة الثمامة، ومنتزه السلام، وحديقة الحيوان، ومن الأنشطة التي تقام عليها سباق الخيول، والتزلج على الرمال والتطعيس، كما توجد مكتبة وحديقة الملك فهد، وشارع التحلية الذي تتوفر به مجموعة من المحلات والمطاعم المحلية والعالمية، كما تنتشر في الرياض العديد من الفنادق ومراكز التسوق والمنتزهات. من المواقع التي تتوزع في المنطقة كهف برمة، والبجادية وصفاقة، بالإضافة إلى جبل البيضتين. كما أن من أهم آثار الأفلاج موقع العيون ويبعد عن ليلى حوالي 18 كم، كما أن بها آثار ومدافن وشبكات ري تعود لأوائل الفترة الهيلينية.[105] كما أُضيفت مؤخرًا مناطق جذب حديثة أُنشئت ضمن موسم الرياض وتحولت إلى وجهات دائمة في المدينة، مثل «بوليفارد سيتي»، و«بوليفارد وورلد»، و«فيا رياض»، مما يعزز من تنوع التجربة السياحية في العاصمة.[107][108]
- منطقة القصيم: هناك عدد من المواقع السياحية في المنطقة من أبرز الأماكن في بريدة هناك العثيم مول، ومركز الحرف والصناعات اليدوية، ومتحف عبد الرحمن اليحيى، ومتنزه الجراد الرملي. أما بالنسبة لعنيزة فهناك بيت الحمدان ذو الطراز القديم الذي يحاكي تراث المنطقة، وسوق المسوكف، وبيت البسام، كما أن هناك منتزه الغضا الواقع في منطقة صحراوية. هناك عدد من البلدات التراثية توجد في الخبراء والمذنب وعيون الجواء، بالإضافة إلى قصر المشقوق المحاط بأشجار النخيل، ومقصورتي الراجحي والسويلم، وبرج الشنانة. كما تشتهر القصيم بأكلتها الشعبية «الكليجا» والتي تقدم عادةً مع القهوة، ويقام مهرجان سنوي لها تحت مسمى مهرجان الكليجا.[109]
- منطقة حائل: تتميز المنطقة بوجود جبال أجا وسلمى، وتعتبر مكاناً للصيد بالطيور، وتسلق الجبال والتزلج على الرمال والتطعيس، كما تقام هناك فعاليات منها رالي حائل الدولي ومهرجان الصحراء ومهرجان صيف حائل، ويوجد بالمنطقة متحف حائل. من الآثار البارزة بالمنطقة مدينة فيد التاريخية، ومنطقة جبه الأثرية التي تشتهر بأكبر مواقع للرسومات الصخرية في المملكة،[110][111] ومدينة الحائط التي تضم أهم وأكبر المواقع الأثرية الإسلامية بالمنطقة حيث تضم عدد من القلاع والحصون والسدود والقصور المشيدة بالأحجار السوداء المنتشرة هناك.[112]

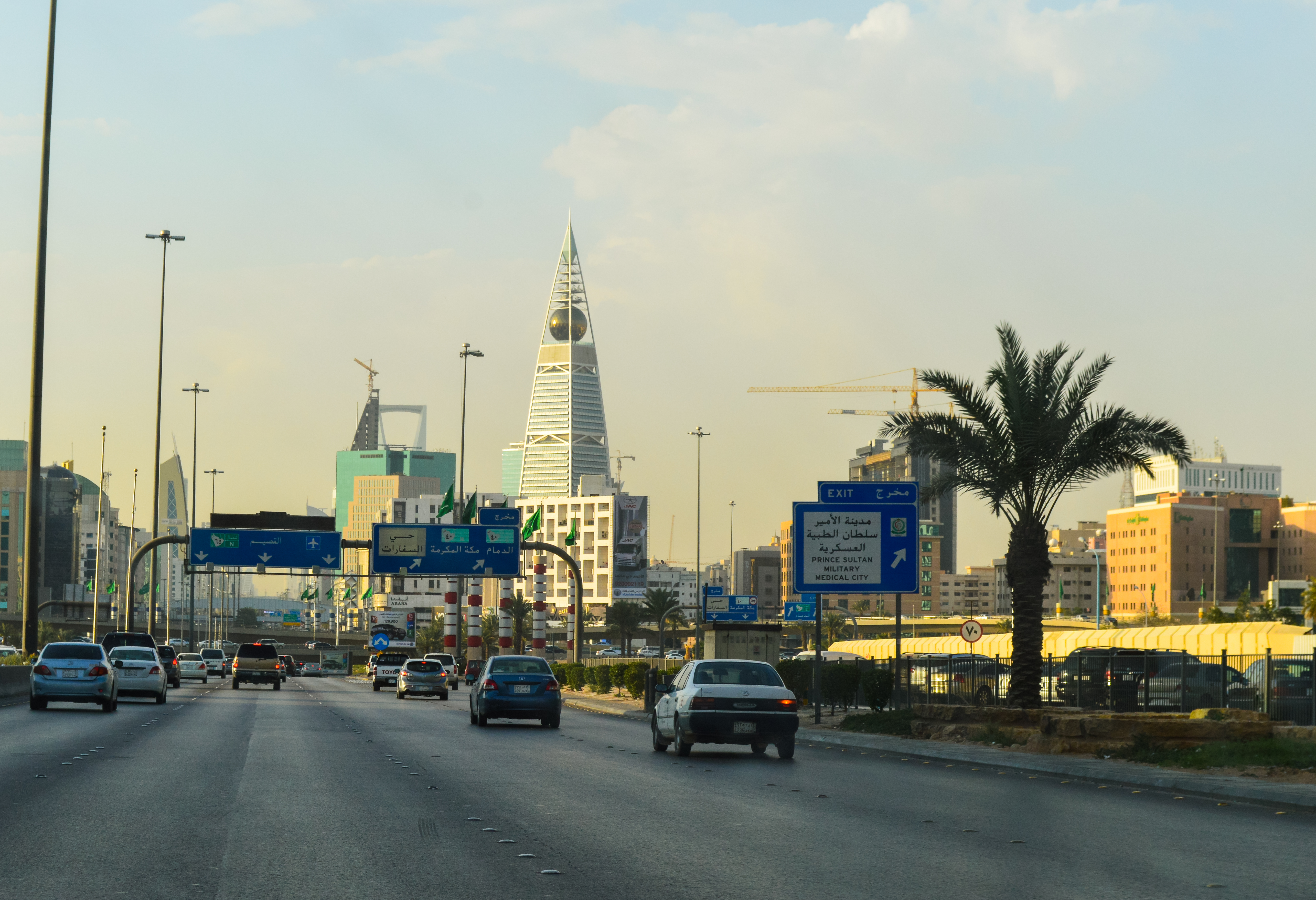
طريق الملك فهد في الرياض
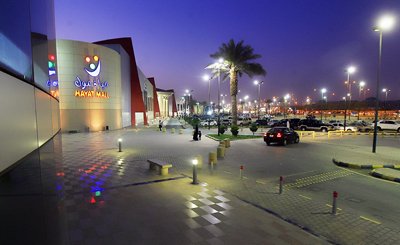
حياة مول
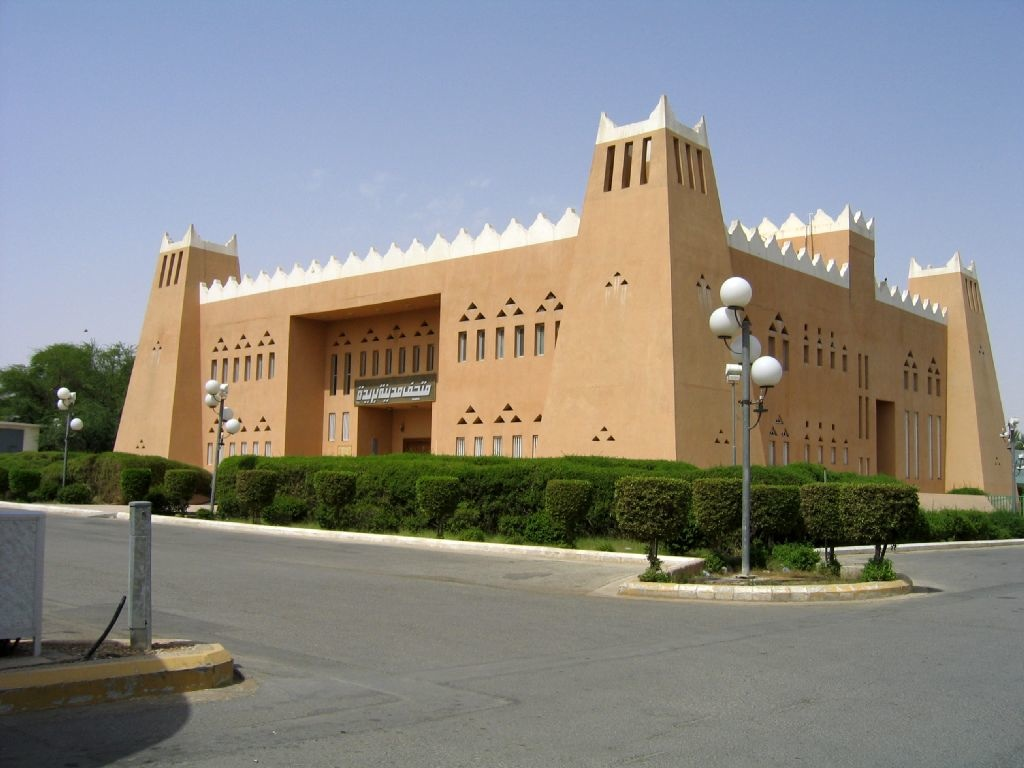
متحف بريدة
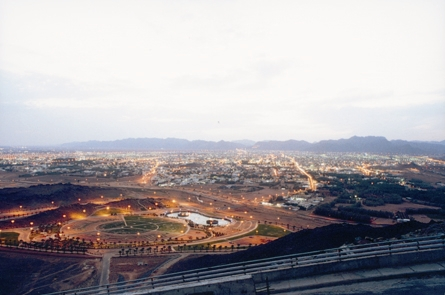
مدينة حائل

#### المنطقة الغربية
- منطقة المدينة المنورة: تتنوع السياحة في منطقة المدينة المنورة، حيث بها المسجد النبوي، ومسجد قباء الذي يعد أول مسجد بني في الإسلام، ومسجد الجمعة الذي أقيمت فيه أول صلاة جمعة، ومسجد القبلتين، وغيرها من المساجد التاريخية،[113] وبقيع الغرقد، وبئر الخاتم، ومواقع لغزوات تاريخية عديدة أبرزها بدر وأحد والخندق وغيرها من الآثار والمعالم، ويوجد بها متحف محطة سكة حديد الحجاز ومتحف دار المدينة للتراث العمراني والحضاري، إضافة إلى عدد من المتاحف الخاصة. تعد مدينة ينبع الواقعة على ساحل البحر الأحمر منطقة جذابة لهواة الغوص، وفي شمال مدينة ينبع هناك منطقة شرم ينبع، وهي من المناطق الساحلية المميزة وتحوي العديد من المنتجعات، وبها مراكز للغوص، ويخوت للغوص والسفاري، وبها متحف الأحياء البحرية. كما تضم المنطقة محافظة العلا التي بها الخريبة، ومدائن صالح، ومحطة سكة حديد الحجاز بالمدائن.[114]
- منطقة مكة المكرمة: تضم المنطقة عدد من المحافظات، وتعتبر مدينة مكة العاصمة المقدسة،[115] وبها المسجد الحرام، كما أن بها مواقع بارزة في التاريخ الإسلامي، وتتميز بجبالها الشاهقة وأوديتها التي تشكل هوية لمدينة مكة، وبها عدد من المتاحف، وبالنسبة للتسوق فهناك عدد من الأسواق الشعبية بالإضافة إلى المراكز التجارية الحديثة، ومن أبرز معالمها جبل النور، وجبل ثور، وجبل عرفة المعروف كذلك بجبل الرحمة، ومصنع كسوة الكعبة، ومسجد عائشة، ومسجد نمرة، ومسجد البيعة، ومسجد الإجابة، ومسجد الجن، ومسجد الحديبية، ومسجد الخيف، ومسجد المشعر الحرام، وغيرها من المساجد،[116] وهناك بئر طوى، وقصر السقاف، وموقع الحديبية، وسوق ذي المجاز، ومتحف مكة المكرمة للآثار والتراث، ومن معالمها الحديثة أبراج البيت والتي تعرف أيضاً ببرج ساعة مكة. تحتضن منطقة مكة مدينة جدة ثاني المدن السعودية من ناحية الأهمية، وبها الكثير من الأماكن البحرية التي توفر مختلف النشاطات من الغوص أو السباحة أو التسوق، وبها كورنيش يضم عدداً من المطاعم والمناطق الترفيهية، وبها أيضاً منطقة أبحر. بالمنطقة أيضاً ميناء الشعيبة التاريخي.[117] تتميز الطائف كونها أبرز المصائف في المملكة، وتشتهر بزراعة الورد الطائفي الذي يقام له مهرجان سنوي، وغيره من المنتجات الزراعية، كما يقام أيضاً مهرجان صيف الطائف، وغيره من المهرجانات.[118]

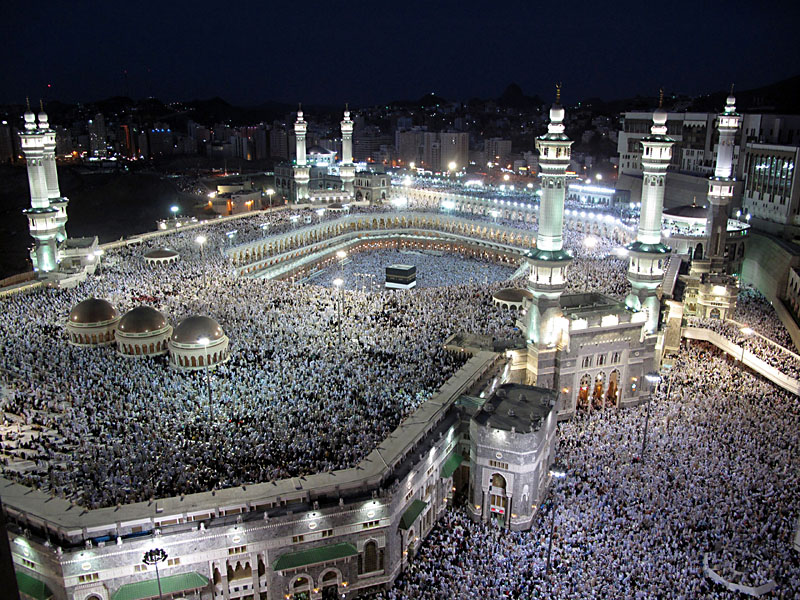
المسجد الحرام
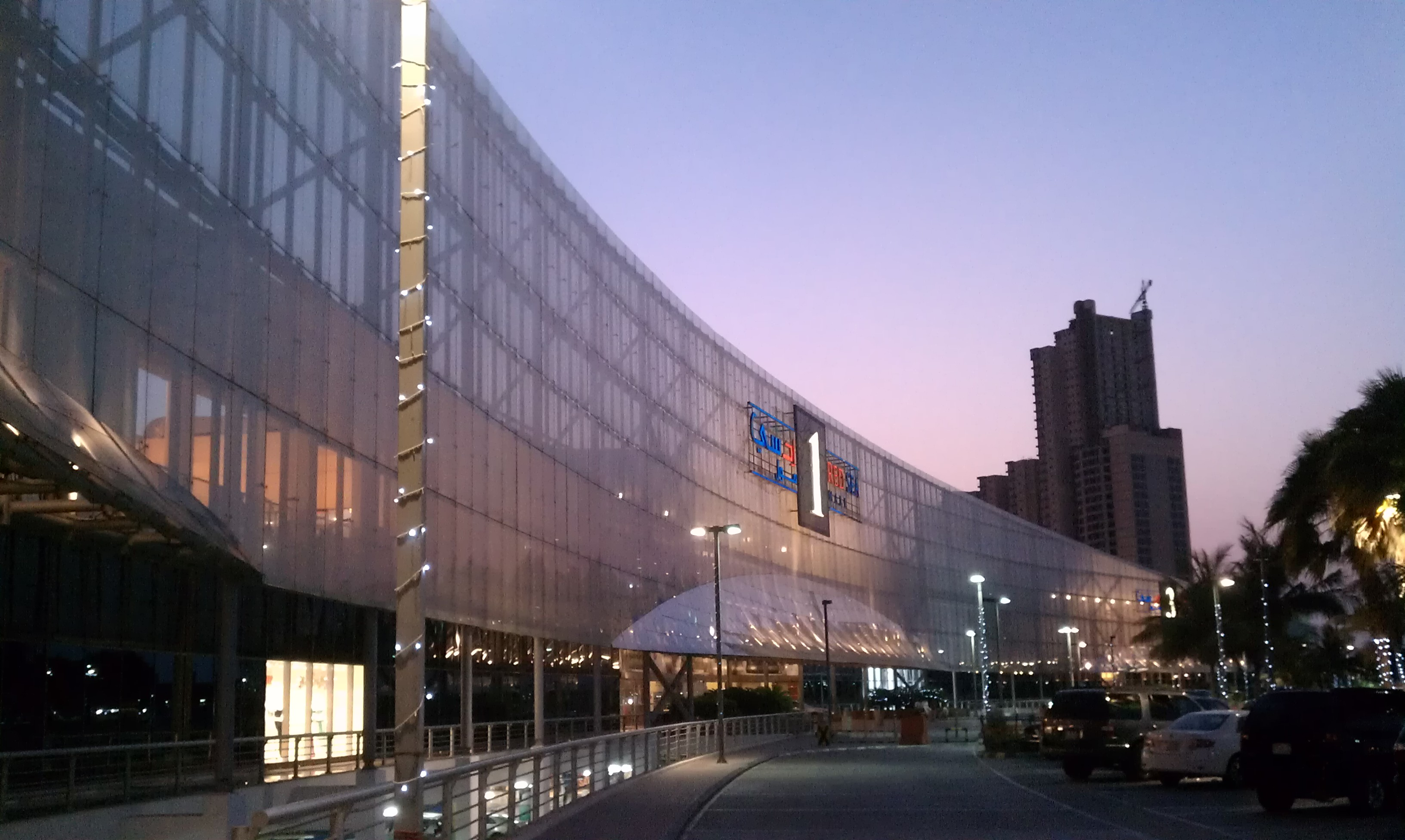
رد سي مول

#### المنطقة الشرقية
- المنطقة الشرقية: تحتل المنطقة الشرقية مساحة كبيرة وهي أكبر المناطق الإدارية في المملكة من حيث المساحة. في الدمام هناك المتحف الإقليمي، وسوق الحب الشعبي بمختلف معروضاته، وكذلك توجد عدد المجمعات التجارية، وواجهة كورنيش الدمام، ومواقع الصيد للهواة والمحترفين، وقرية الدولفين الترفيهية، وجزيرة المرجان، وهناك قوارب توفر رحلات بحرية، كما يوجد الرصيف البحري الممتد للدمام. بالنسبة للظهران والخُبَر فهناك معرض أرامكو الذي يضم العديد من الأجنحة العلمية المتخصصة بمجالات النفط وطبقات الأرض، وصالة سينما لعرض البرامج الوثائقية، وبرنامج طاقة للعالم، كما يوجد بها مجمعات تجارية أبرزها مجمع الظهران ومجمع الراشد التجاري، كما أن هناك الواجهة البحرية بالخبر، وبها مراكب مخصصة للرحلات البحرية القصيرة، وشاطئ نصف القمر، ومن المعالم البارزة برج المياه الذي يحتوي على مطعم في أعلاه. أما القطيف فهناك كورنيش سيهات، وسوق الخميس الشعبي، وكورنيش القطيف، وميناء القطيف لصيد الأسماك، ويتواجد به عدد من المراكب البحرية التقليدية والقوارب القديمة، وجزيرة دارين وتتواجد بها مباني تراثية وبيوت شعبية، وهناك يوجد مرفأ قديم للصيد مقابل لقلعة دارين الأثرية والذي يعد من أقدم الموانئ البحرية في العالم، وبها كورنيش سنابس وكورنيش الزورة، وقلعة تاروت، والبلدة القديمة بتاروت، وواحة القطيف. بالنسبة للهفوف فهناك قصر إبراهيم، والمدرسة الأميرية الأولى (بيت الثقافة) وسط الهفوف، وبيت البيعة، ومسجد جواثا وسط منتزه الأحساء الوطني، وجبل القاره، وسوق القيصرية، وعين الجوهرية أقدم العيون في الاحساء.[119]

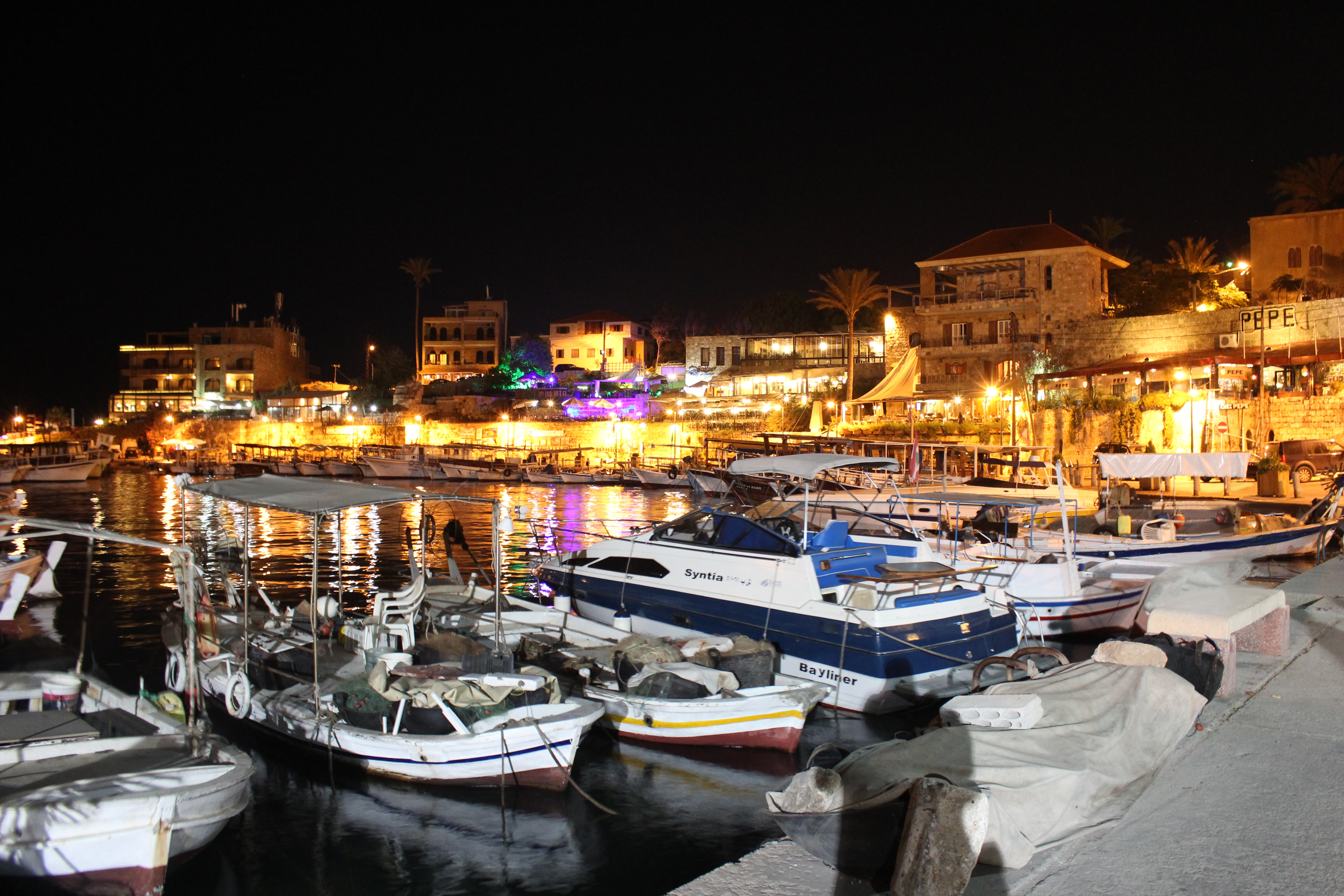
ميناء الجبيل
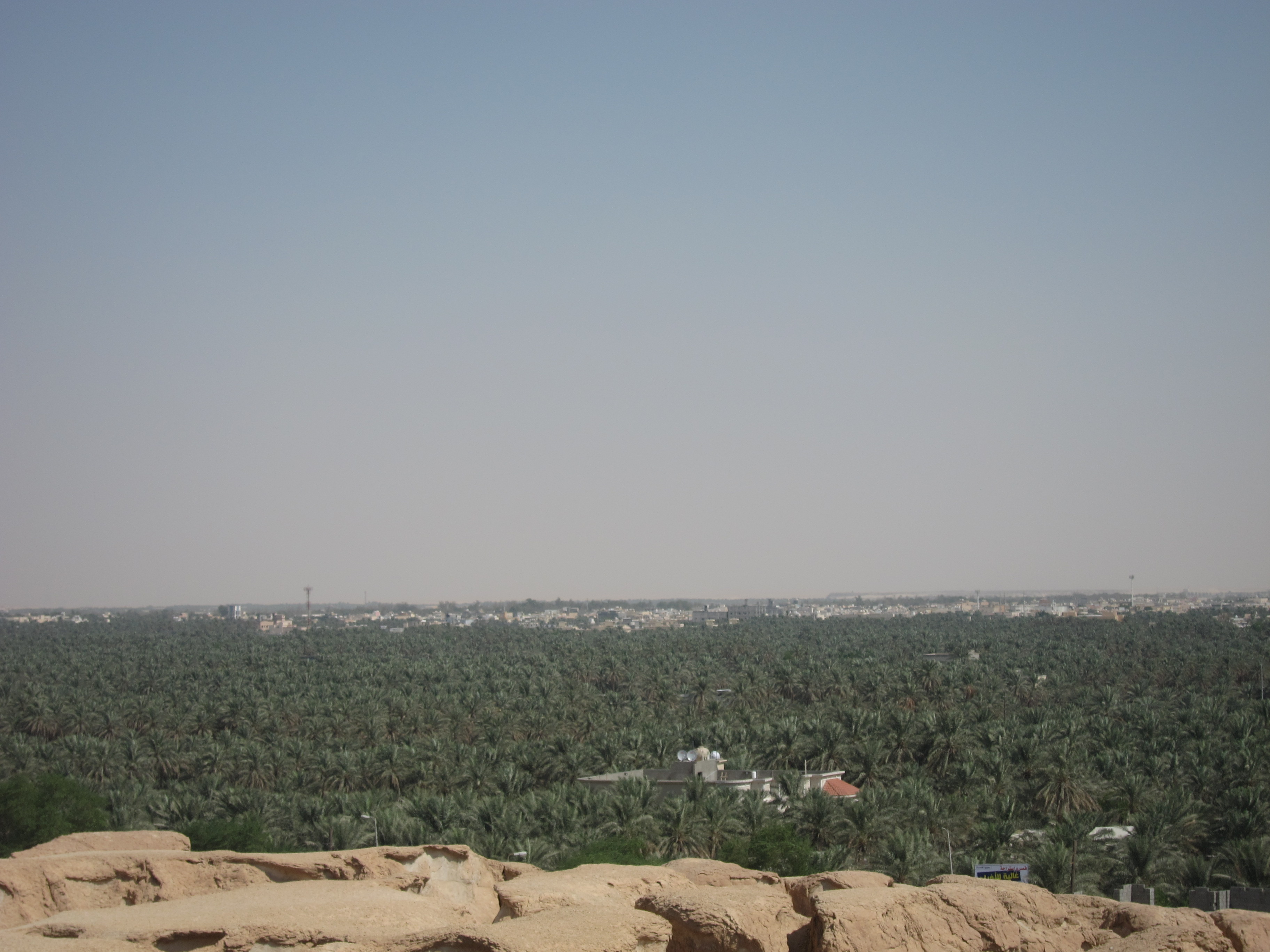
واحة الأحساء
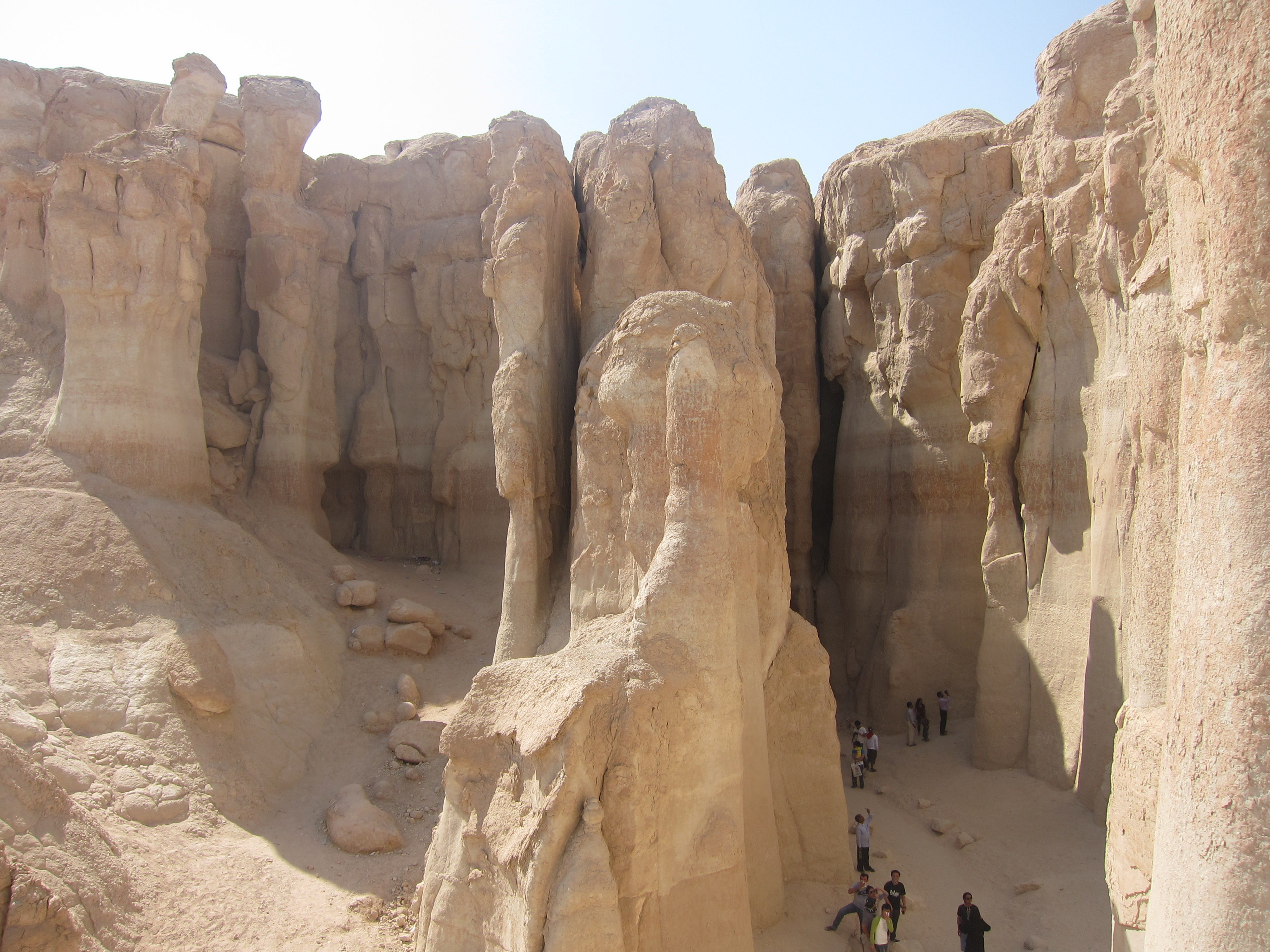
جبل القارة
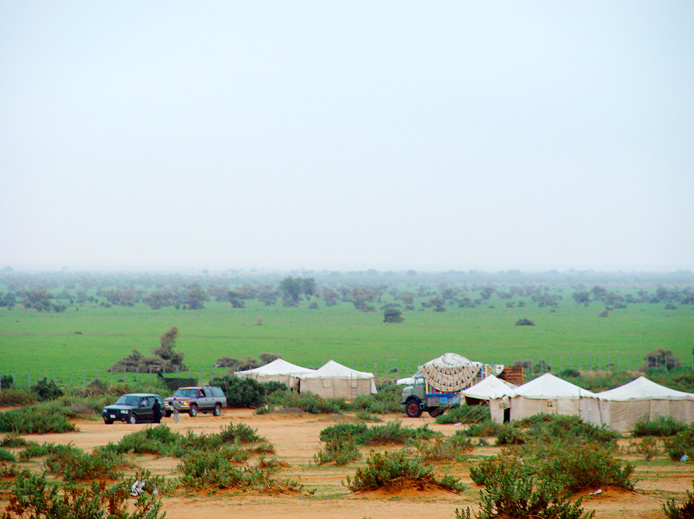
حفر الباطن
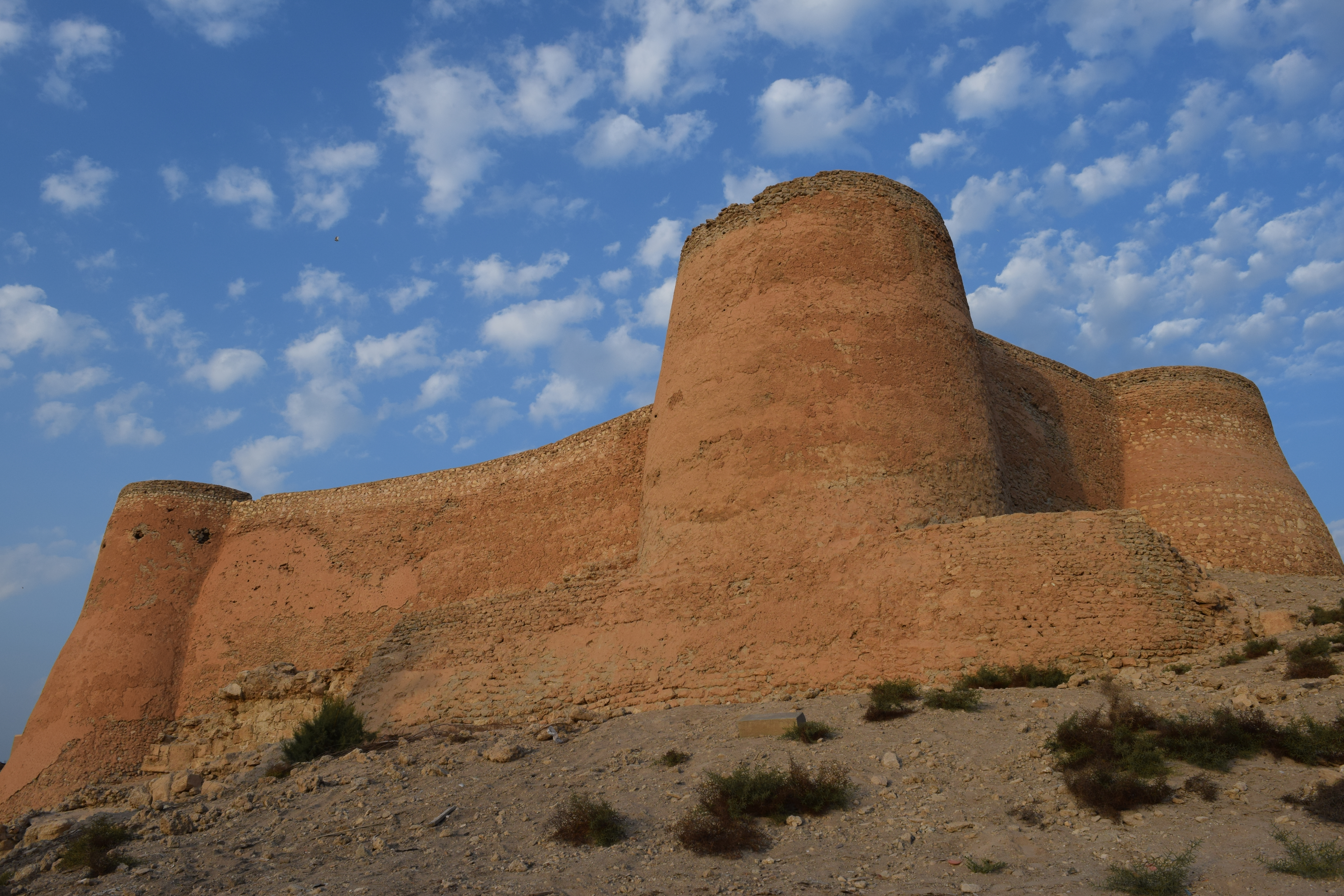
قلعة تاروت
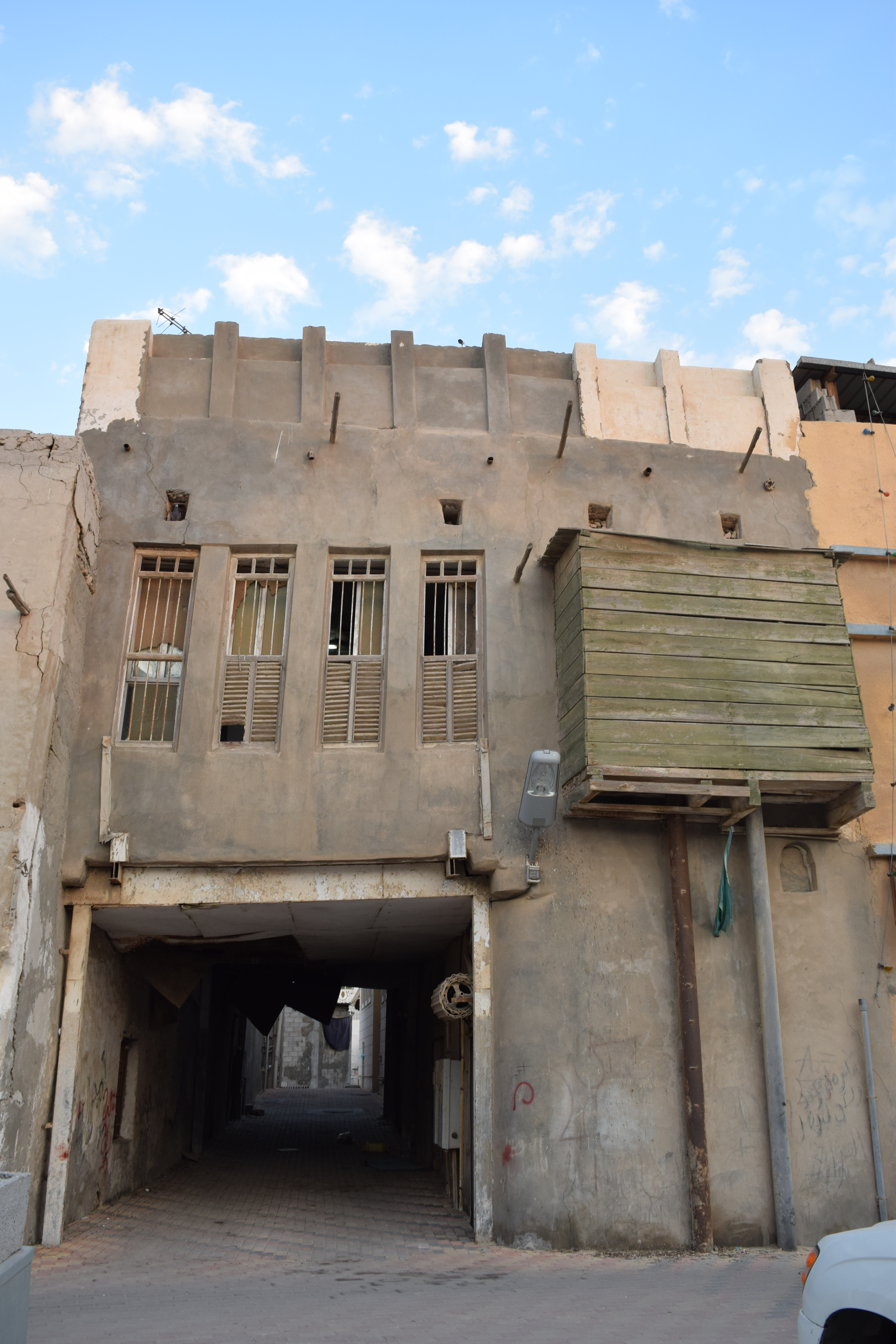
الديرة

## المتاحف والآثار

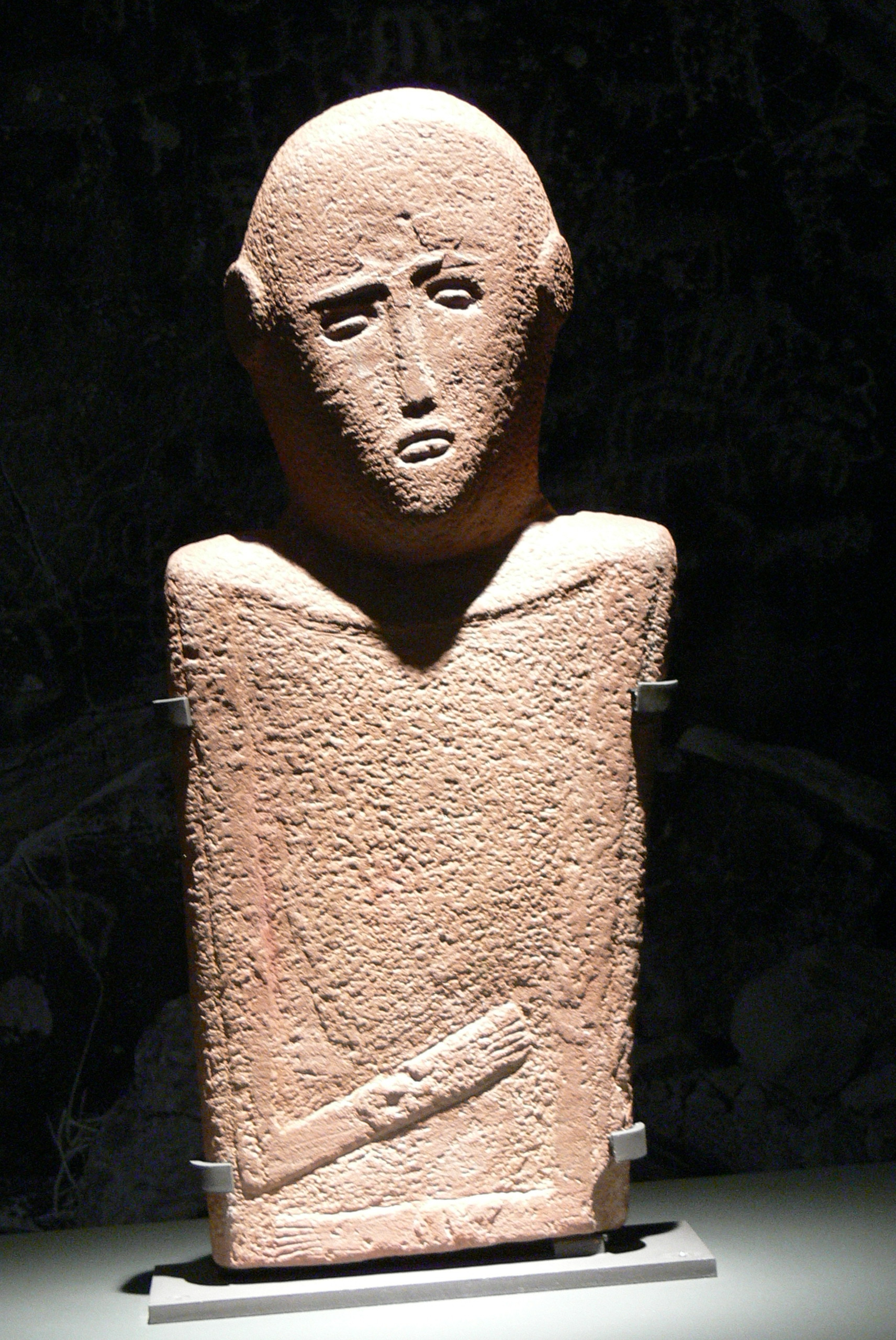
تمثال من نحو 3500 قبل الميلاد من المملكة العربية السعودية معروضٌ في المتحف الوطني السعودي.

توجد العديد من المتاحف في السعودية أبرزها المتحف الوطني الذي يحتوي على ثمان قاعات للعرض تعمل على إبراز تاريخ شبه الجزيرة العربية الطبيعي، والإنساني، والثقافي، والسياسي، والديني وصولاً إلى تاريخ السعودية بأطوارها الثلاثة، وتوجد به 3700 قطعة أثرية وتراثية موزعة على تلك القاعات، ويبلغ عدد خزائن العرض 221 خزانة، أما الوسائل التصويرية فتبلغ 900 وسيلة، بالإضافة إلى المجسمات التي تبلغ 45 مجسماً. كما تتوزع بقية المتاحف في كافة المناطق السعودية، حيث هناك المتاحف الحكومية والمتاحف الخاصة، التي يصل عددها إلى أكثر من 200 متحف في مجالاتها الثقافية والتعليمية والتراثية.
تحتوي المتاحف السعودية على قطع أثرية عثر عليها في التنقيبات الأثرية الحديثة وتغطي قطع المعرض الفترة التي تمتد من العصر الحجري القديم، وفترة العُبَيْد التي تعود إلى الألف الخامس قبل الميلاد، فترة دلمون ثم فترة الممالك العربية المبكرة، ثم الممالك العربية الوسيطة والمتأخرة ففترة العهد النبوي ثم فترة الدولة الأموية والعباسية والعصر الإسلامي الوسيط والمتأخر، وأخيراً فترة توحيد المملكة العربية السعودية. كما يوجد أكثر من 6300 موقع تراثي وثقافي في البلاد.
وتوجد متاحف مخصصة للقوات العسكرية السعودية مثل متحف صقر الجزيرة للطيران في مدينة الرياض ويحكي عن التطور التاريخي للقوات الجوية للسعودية منذ أن أنشأها الملك عبد العزيز وحتى الآن ويضم المتحف مجموعة كبيرة ومتنوعة من الطائرات المدنية والعسكرية. كما يضم المتحف صوراً ومشاهد من تاريخ الطيران، كلها تدعو للتأمل، إضافة إلى أنه يضم عدداً من الطائرات القديمة، التي تُعدُّ شاهداً على هذا التاريخ ومراحله. ويُعدّ مَعلماً حضارياً بارزاً في العاصمة الرياض.

## المهرجانات والفعاليّات

### المهرجانات

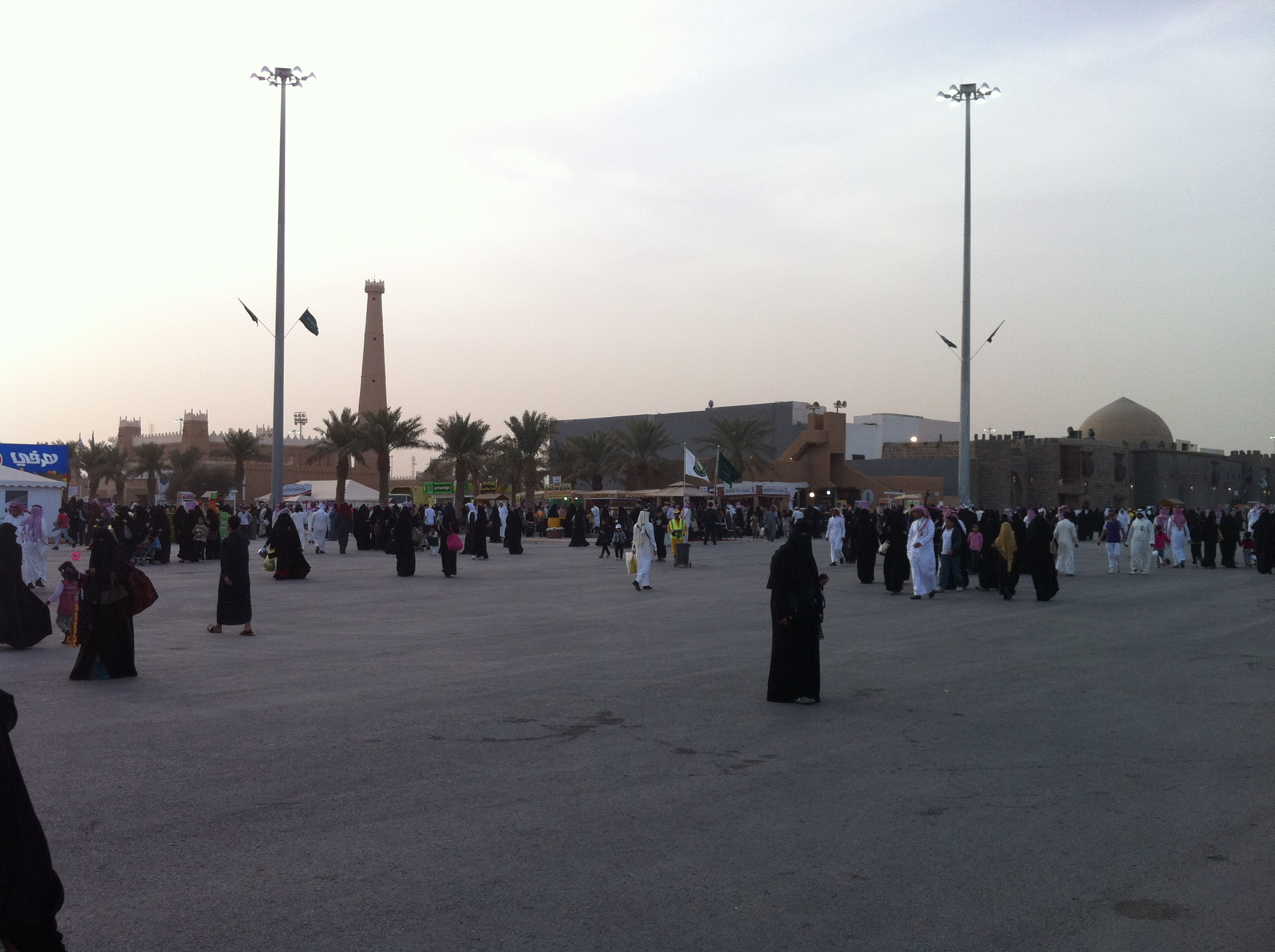
من مهرجان الجنادرية.

تضم المملكة العديد من المهرجانات بمختلف أنواعها، وتكون عادة خلال أيام الإجازات والعطل الرسمية، يكون بعضها في فصل الشتاء ولكن يتركز معظمها في فصل الصيف إذ بلغ عددها أكثر من 45 مهرجاناً صيفياً تتوزع في جميع مناطق المملكة. قُدِّر في صيف عام 2014 بأن تحقق المهرجانات الصيفية عوائد اقتصادية تتجاوز 10 مليارات ريال، حيث تعمل على استقطاب أكثر من 10 ملايين زائر، كما توفر أكثر من 5000 فرصة عمل مؤقتة للمواطنين، وتقوم وزارة السياحة رعاية المهرجانات والفعاليات إعلامياً وتسويقياً.
أصبحت المهرجانات علامة بارزة في السياحة السعودية، حيث تقام هذه المهرجانات بشكل سنوي وقد حققت تجارب ناجحة، مثل ما هو حاصل في مهرجان الجنادرية الذي يعتبر مناسبة وطنية عامة وفيه تتنوع الفعاليات والأنشطة من حفل الافتتاح والتراث الشعبي وسباق الهجن والعديد من الأنشطة الثقافية والتراثية وتتعدد فيه المشاركات من جميع مناطق المملكة ودول مجلس التعاون الخليجي، بالإضافة إلى عدد من المهرجانات مثل سوق عكاظ ومهرجان الورد في الطائف، ومهرجان تراث الصحراء في حائل، ومهرجان العسل في الباحة، والمهرجان الشتوي في جازان، ومهرجان الحريد في جزر فرسان، ومهرجان التمور في بريدة، ومهرجان سوق هجر التراثي في الأحساء، ومهرجان الزيتون بالجوف وغيرها من المهرجانات التي تركز على المنتجات المحلية والمعالم التراثية في المناطق، حيث أن كل منطقة تحرص على إبراز الجانب الأكثر جذباً في بيئتها الخاصة بها.

### مواسم السعودية
أطلقت الهيئة العامة للسياحة والتراث الوطني (وزارة السياحة حاليا) في العام 2019 مبادرة مواسم السعودية، وهي مبادرة سنوية بدأ التجهيز لها منذ العام 2018، وتشترك فيها عدة جهات حكومية، وتشمل عدداً من المواسم التي تغطي كافة مناطق المملكة وتتضمن العديد من البرامج المصممة خصيصا للمناطق والمدن التي تمتلك مقومات سياحية وثقافية وتاريخية، وشملت هذه المواسم: موسم جدة، وموسم صيف عسير، وفعاليات اليوم الوطني، وموسم الرياض، ومهرجان كأس العالم للرياضات الإلكترونية، وموسم الدرعية، وفعاليات لحظات العلا.

### الأنشطة والفعاليّات
تعد الفعاليات بمختلف مجالاتها السياحية والثقافية ونحوها، وهذه الفعاليّات تكون مصاحبة للمهرجانات، كما تساهم في إبراز عدد من المناطق والمدن لتكون وجهة سياحية، وهناك فئات متعددة لهذه الفعاليّات، حيث توجد «الفئة الدولية» وهي التي لها اعتراف دولي وتشترك فيها عدة دول وتستهدف غالباً السيّاح من خارج المنطقة أو من خارج المملكة وتكون ذات مردود اقتصادي كبير وتغطية إعلامية كبيرة، بينما تكون «الفئة الوطنية» عن طريق اشتراك أكثر من منطقة من مناطق المملكة وهذه الفعاليات موجهة إلى السيّاح من خارج المنطقة وبعض الدول المجاورة، أما «الفئة المحلية» فهي موجهة بشكل رئيسي للسيّاح من المناطق المجاورة وأحياناً الدول القريبة، وهناك «الفئة الدورية» التي تنفذ بشكل دوري ومتكرر في عدد من المناطق والمحافظات.
منصة رقمية
وفي 20 أبريل 2024 كشفت الهيئة السعودية للسياحة عن منصة "روح السعودية" التي تضم دليلاً شاملاً للسائح والمقيم عن المواقع السياحية والترفيهية والمطاعم والأسواق والفنادق والشواطئ والمتاحف والحدائق في السعودية، حيث تعمل المنصة بشكلٍ تفاعلي مدعومة بالصور والروابط وتقدم الكثير من المزايا وتحتوي على كثير من الخدمات السياحية.

## الإيواء السياحي
للإيواء السياحي في السعودية أشكال مختلفة، فهي تتنوع ما بين الفنادق، والوحدات السكنية المفروشة، والفلل الفندقية، والمنتجعات، وفنادق الطرق (الموتيلات)، والنزل السياحية، والشقق الفندقية، والفنادق التراثية، والمخيمات البيئية السياحية. مؤخراً سعت هيئة السياحة لأن تُخضِع جميع مراكز الإيواء السياحي لمعايير تصنيف، بالنسبة للفنادق والوحدات السكنية المفروشة في مكة المكرمة والمدينة المنورة فهي تخضع إلى معايير خاصة بها.
كما تم اعتماد نظام مرفق الضيافة السياحية الخاص، الذي يتيح تأجير الوحدات السكنية السياحية المفروشة بشكل يومي، بعد موافقة وزير السياحة أحمد الخطيب في مايو 2023، ويُعد هذا النظام أحد التشريعات الحديثة لتعزيز التنوّع في أنماط الإيواء السياحي.
في عام 2013 تحققت أكبر نسبة إشغال لسوق الفنادق الاقتصادية في جدة بنسبة 70%، بينما وصلت الرياض إلى أعلى سعر متوسط بمبلغ 357 ريال سعودي، ومن المتوقع أن يصل عدد الوحدات الفندقية الاقتصادية ذات العلامات التجارية العالمية إلى 11,626 غرفة في عام 2018 بزيادة تتجاوز 780% نسبة إلى الربع الأول من عام 2014. في شهر أبريل من سنة 2014 كان إجمالي الفنادق في السعودية 1,258 فندق، من بينها 1100 فندق من فئة ثلاث نجوم ونجمتين ونجمة واحدة.
بلغ عدد الوحدات الفندقية الاقتصادية في السوق السعودية حوالي 1,320 وحدة فندقية اقتصادية تحمل علامة تجارية وفق تقرير لشركة «كولوريز» العالمية في سنة 2014، ما يمثل 2.1% من العلامات التجارية، وتمثل مدن الرياض وجدة ومكة والمدينة أكبر مساحة للنمو في قطاع الفنادق الاقتصادية.
وبهدف تطوير الكوادر العاملة في قطاع الإيواء السياحي، أُعلن في يناير 2022 عن إطلاق الأكاديمية العالمية للسياحة بالتعاون بين وزارة السياحة وشركة دور للضيافة، بهدف تأهيل الكفاءات السعودية في مجالات الضيافة المختلفة. كما وقعت الوزارة مذكرة تفاهم مع مجموعة “دويتشه للضيافة” الألمانية لتطوير وتشغيل عدد من الفنادق الفاخرة في المملكة.
وفي مجال تعزيز المعروض السياحي النوعي، أطلق ولي العهد الأمير محمد بن سلمان في يناير 2022 “مجموعة بوتيك” لتطوير وتشغيل فنادق فاخرة في معالم تراثية وثقافية بارزة، مثل قصر الحمراء في جدة، وقصر طويق في الرياض، وقصر الثقافة في حي السفارات.
أظهرت بيانات الهيئة العامة للإحصاء أن في الربع الأول من عام 2025 ثاني أعلى معدل إشغال فندقي في منطقة الشرق الأوسط بنسبة بلغت نحو 63%، بزيادة قدرها 2.1 نقطة مئوية مقارنة بالفترة نفسها من عام 2024. وبلغ متوسط السعر اليومي للغرف الفندقية 477 ريالًا، بانخفاض نسبته 3.4% عن العام السابق، بينما بلغ متوسط السعر اليومي في الشقق الفندقية 209 ريالات، بزيادة قدرها 7.2%. وبلغ متوسط مدة الإقامة في الفنادق 4.1 ليالٍ، وهو نفس المتوسط المسجل في الربع الأول من عام 2024.

## التأشيرة السياحية
هي تأشيرة أطلقتها السعودية في 27 سبتمبر 2019، وتستهدف جميع جنسيات العالم دون النظر إلى الجنس أو الجنسية أو الدين، حيث يمكن الحصول عليها إلكترونيا أو عند الوصول إلى أحد المنافذ الجوية أو البرية المتاحة، أو من خلال السفارات والقنصليات السعودية، وفق مجموعتين، الأولى تشمل 49 دولة، فيما تشمل المجموعة الثانية بقية الدول، وتبلغ قيمة التأشيرة 440 ريالا شاملة التأمين الطبي والضرائب.
وفقا لنظام التأشيرة السياحية السعودية يمكن للسائح البقاء في السعودية لمدة ثلاثة أشهر كحد أقصى لكل عملية دخول، حيث إن التأشيرة تكون صالحة لمدة عام كامل، يسمح للمستفيد خلالها بالدخول المتعدد، كما تسمح التأشيرة لحاملها بأداء العمرة باستثناء موسم الحج، كما لا تشترط التأشيرة وجود مرافق للمرأة، أو ضرورة لبسها للعباءة، لكن لا تسمح المملكة بمخالفة قواعد النظام العام أو الآداب العامة. كما لا يمنع الحصول على التأشيرة من الحصول على تأشيرة أخرى لغرض آخر كالعمل. وفي 19 ديسمبر 2023 تم إطلاق منصة موحدة للتأشيرات تحمل اسم "تأشيرة السعودية"، بهدف تسهيل إجراءات التقديم على التأشيرات، في إطار سعيها إلى استقطاب مزيد من السيّاح خلال السنوات المقبلة، وتلك المنصة مربوطة بأكثر من 30 هيئة ووزارة وقطاع خاص، لتسهيل إجراءات الحصول على مختلف أنواع التأشيرات، من بينها تأشيرة الحج، أو الزيارة بغرض العمرة، أو السياحة أو العمل.

### المجموعة الأولى
تشمل 49 دولة، ويتاح لها الحصول على التأشيرة إلكترونيا أو عند الوصول إلى أحد المنافذ الجوية أو البرية.
| الأمريكتان       | آسيا                             | أوروبا         | أوروبا          | أوروبا   | أوروبا     | أوروبا     | أوروبا                    | أوقيانوسيا |
| ---------------- | -------------------------------- | -------------- | --------------- | -------- | ---------- | ---------- | ------------------------- | ---------- |
| الولايات المتحدة | بروناي                           | آيسلندا        | ألمانيا         | أوكرانيا | رومانيا    | قبرص       | موناكو                    | أستراليا   |
| كندا             | سنغافورة                         | إسبانيا        | المجر (هنغاريا) | أيرلندا  | سان مارينو | كرواتيا    | الجبل الأسود (مونتينيغرو) | نيوزيلندا  |
|                  | الصين (ماكاو وهونغ كونغ وتايوان) | إستونيا        | المملكة المتحدة | إيطاليا  | سلوفاكيا   | لاتفيا     | هولندا                    |            |
|                  | كازاخستان                        | البرتغال       | النرويج         | بلجيكا   | سلوفينيا   | لوكسمبورغ  |                           |            |
|                  | كوريا الجنوبية                   | جمهورية التشيك | النمسا          | بلغاريا  | سويسرا     | ليتوانيا   |                           |            |
|                  | ماليزيا                          | الدنمارك       | اليونان         | بولندا   | فرنسا      | ليختنشتاين |                           |            |
|                  | اليابان                          | السويد         | أندورا          | روسيا    | فنلندا     | مالطا      |                           |            |

### المجموعة الثانية
تشمل بقية دول العالم، ويتاح لها الحصول على التأشيرة من خلال السفارات والقنصليات السعودية.

### منافذ الدخول

#### المطارات:
- مطار الملك خالد الدولي بالرياض
- مطار الملك عبدالعزيز الدولي بجدة
- مطار الملك فهد الدولي بالدمام
- مطار الأمير محمد بن عبدالعزيز بالمدينة المنورة
- مطار حائل
- مطار الطائف
- مطار أبها
- مطار الأمير نايف بن عبدالعزيز بالقصيم
- مطار الجوف
- مطار الأمير سلطان بن عبدالعزيز بتبوك.

#### الموانئ:
- ميناء جدة الإسلامي
- ميناء الملك عبدالعزيز بالدمام
- ميناء الملك عبد الله
- ميناء الجبيل
- ميناء ينبع
- ميناء جازان
- ميناء رأس تنورة
- ميناء ضباء
- ميناء رأس الخير
- ميناء الرياض الجاف

#### المنافذ البرية:
- جسر الملك فهد
- منفذ البطحاء
- منفذ سلوى
- منفذ الخفجي
- منفذ الرقعي
- منفذ الحديثة
- حالة عمار
- جديدة عرعر
- منفذ الربع الخالي
- طريف
- الدرة
- الطوال
- الخضراء
- الوديعة

## الأنظمة والقوانين
- يتم الحصول على تأشيرات الدخول لغير مواطني دول المجموعة الأولى الـ49 عن طريق سفارة أو قنصلية للمملكة العربية السعودية في الدولة القادم منها صاحب الطلب.[145][146]
- هناك تنظيم خاص بالتصوير، حيث يسمح للسياح بالتصوير في الأماكن العامة والمناطق السياحية، وفي أي مكان عام ما لم توضع فيه لوحات تشير إلى منع التصوير، ولكنه يُمنع في الأماكن التي توضع عليها لوحات تشير إلى ذلك.[147] وتمنع الدولة المشروبات الكحولية وهناك عقوبات على ترويجها واستهلاكها. كما يجب الاحتشام في اللباس، ويمنع التعري على الشواطئ. كما تغلق العديد من الأسواق التجارية خلال أوقات الصلاة، إضافة إلى أنه لا يمكن لغير المسلمين زيارة مكة.[148]
- كما يُطبق في المملكة “قانون الذوق العام”، وهو نظام أُقر في سبتمبر 2019، يتضمن مجموعة من القواعد المرتبطة بالسلوك والآداب العامة التي يجب على المواطنين والمقيمين والزوار الالتزام بها في الأماكن العامة. ويهدف هذا النظام إلى تعزيز ثقافة احترام الآخرين، والمحافظة على الآداب العامة في المرافق المفتوحة للعامة من أسواق وحدائق ووسائل نقل وغيرها.[149]

## المساهمة في الناتج الوطني
تعول السعودية على زيادة مساهمة قطاع السياحة في الناتج الوطني باستقطاب استثمارات تُقدّر بـ115 مليار ريال حتى وقت إطلاق التأشيرة السياحية، مع التوقع بأن تستقبل المملكة 150 مليون زيارة سنويًا بحلول عام 2030، لتصبح ضمن أكثر خمس دول استقبالًا للسياح وفقًا لرؤية السعودية 2030. وتعمل المملكة حاليًا على رفع القدرة الاستيعابية لمطاراتها إلى 150 مليون راكب سنويًا، إلى جانب تطوير وجهات سياحية كبرى مثل مدينة المستقبل “نيوم” ومدينة القدية الثقافية قرب الرياض، بالإضافة إلى مشاريع سياحية وترفيهية متعددة على سواحل البحر الأحمر. كما يُتوقع أن ترتفع أعداد الغرف الفندقية بمقدار 500 ألف غرفة إضافية.
وباتت السياحة تلقى دعماً متزايداً من الحكومة السعودية التي تعمل حاليا على تنفيذ عمليات تطوير شاملة لمنظومة القطاع السياحي، تشمل عددا من المشاريع الكبرى، وتحديث وتطوير البنية التحتية، وتأهيل المواقع السياحية والتراثية، والارتقاء بقطاع الإيواء ووكالات السفر والخدمات السياحية، وتطوير الأنشطة والفعاليات في المواقع السياحية، فضلاً عن تنمية الموارد البشرية السياحية. وتسعى وزارة السياحة لاستكمال مهمتها نحو تحويل السياحة إلى قطاع اقتصادي يسهم بفعالية متزايدة في الناتج القومي الإجمالي، ودعم الاقتصاد الوطني، بعائدات تصل إلى 10%، وتوفير ما يصل إلى 1.6 مليون وظيفة في عام 2030. وأشار ولي العهد السعودي الأمير محمد بن سلمان بتاريخ 6 ديسمبر 2023 في تصريح له بمناسبة إعلان الميزانية لعام 2024 أن المملكة تريد زيادة مساهمة القطاع السياحي في الاقتصاد المحلي إلى 289 مليار ريال كإجمالي حجم إنفاق سياحي، وتحقيق 88 مليون زائر، والمزيد من التوظيف في القطاع السياحي. حيث تعمل المملكة على رفع مستهدفات السياحة إلى 150 مليون زائر داخلياً وخارجياً بحلول عام 2030.
أسهم قطاع السياحة السعودي في تطور الناتج المحلي الإجمالي بنسبة تجاوزت 7.2% سنة 2011، وتجاوزت نسبة توظيف السعوديين فيه 26% من مجموع العاملين في القطاع السياحي، والذين يشغلون 670 ألف وظيفة مباشرة، كما أسهم هذا التوظيف بما نسبته 9.1% من إجمالي القوى العاملة بالمملكة بالقطاع الخاص. ووفقاً لبيانات منظمة السياحة العالمية فإن حصة المملكة العربية السعودية من عدد الرحلات السياحية إلى منطقة الشرق الأوسط قد بلغت 32%. كما كشف تقرير عرض في المنتدى الاقتصادي العالمي أن السعودية حصدت 76 مليار دولار من السياحة في سنة 2013، أنفق منها السياح الأجانب 48 مليار فيما أنفق السياح المحليون 28 مليار. حصلت المملكة على تصنيف الوجهة السياحية الرابعة ضمن المؤشر العالمي للسياحة بالنسبة لدول منظمة التعاون الإسلامي لسنة 2014.
ووفقاً لتقرير منظمة السياحة العالمية باروميتر الصادر في شهر يناير 2024، حققت السعودية تعافيًا بنسبة 156% في أعداد السياح الوافدين خلال العام 2023 مقارنةً بالعام 2019. وفي فبراير 2024 أكد وزير السياحة السعودي أحمد الخطيب، أن السعودية حققت خلال 2023 مستهدف 100 مليون سائح الذي كان مخططاً له بحلول 2030، مشيرا إلى أن المملكة استقطبت 77 مليون سائح من داخلها و27 مليوناً من خارجها أنفقوا 100 مليار ريال (27 مليار دولار). وفي مارس 2024 اجتذبت السعودية حوالي 13 مليار دولار من استثمارات القطاع الخاص في صناعة السياحة حيث تهدف المملكة إلى تقاسم تكلفة الإنفاق المرتبطة بخطتها لتصبح نقطة جذب جديدة للسفر. وفي 30 مارس 2024 كشفت بيانات البنك المركزي السعودي أن المملكة حققت رقمًا قياسيًا هو الأعلى في تاريخها في إنفاق الزوار القادمين إليها من الخارج خلال العام 2023م بما يصل إلى 135 مليار ريال بنسبة نمو قدرها 42.8% مقارنة بعام 2022م.

## إحصائيات وأرقام
| الغرض من الزيارة        | يناير   | فبراير    | مارس      | أبريل     | مايو      | يونيو     | يوليو     | أغسطس     | سبتمبر  | أكتوبر    | نوفمبر  | ديسمبر  | المجموع    |
| ----------------------- | ------- | --------- | --------- | --------- | --------- | --------- | --------- | --------- | ------- | --------- | ------- | ------- | ---------- |
| أغراض دينية             | 143,428 | 305,658   | 503,548   | 368,704   | 349,498   | 431,181   | 583,332   | 303,031   | 129,925 | 1,840,978 | 129,225 | 156,532 | 5,245,039  |
| الأعمال والمؤتمرات      | 175,018 | 236,551   | 304,882   | 263,006   | 263,270   | 283,193   | 443,805   | 198,028   | 123,367 | 120,104   | 129,397 | 113,317 | 2,653,938  |
| التعليم والتدريب        | 12,512  | 37,489    | 25,757    | 27,370    | 23,524    | 58,883    | 36,003    | 19,099    | 6,160   | 11,057    | 4,388   | 9,327   | 271,568    |
| الصحة والاستشفاء        | 8,901   | 26,327    | 16,648    | 18,686    | 59,397    | 77,236    | 20,106    | 12,560    | 5,098   | 10,751    | 3,309   | 7,708   | 266,729    |
| قضاء العطلات والترفيه   | 6,585   | 8,934     | 2,437     | 9,651     | 5,241     | 8,968     | 9,912     | 8,067     | 3,646   | 11,291    | 2,193   | 5,130   | 82,055     |
| زيارة الأصدقاء والأقارب | 164,108 | 289,486   | 277,316   | 224,607   | 241,984   | 280,033   | 336,549   | 257,529   | 110,074 | 124,446   | 83,271  | 130,738 | 2,520,140  |
| التسوق                  | 24,004  | 36,056    | 32,785    | 33,409    | 30,784    | 36,084    | 45,505    | 22,174    | 16,707  | 20,534    | 14,032  | 24,262  | 336,337    |
| الرياضية                | 4,473   | 843       | 132       | 7,279     | 2,029     | 4,065     | 7,584     | 225       | –       | 2,152     | 4,584   | 1,692   | 35,058     |
| عبور                    | 64,473  | 81,303    | 43,463    | 67,943    | 44,876    | 81,856    | 91,200    | 61,211    | 42,809  | 50,082    | 37,135  | 72,613  | 738,966    |
| أخرى                    | 147,011 | 237,519   | 258,051   | 231,936   | 180,506   | 173,546   | 283,765   | 156,709   | 141,564 | 72,690    | 92,331  | 150,738 | 2,126,366  |
| المجموع                 | 750,512 | 1,260,166 | 1,465,019 | 1,252,592 | 1,201,109 | 1,435,046 | 1,857,759 | 1,038,634 | 579,350 | 2,264,086 | 499,867 | 672,057 | 14,276,196 |

| المرتبة | أغراض دينية | الأعمال والمؤتمرات | قضاء العطلات والترفيه    | زيارة الأصدقاء والأقارب  | التسوق                   | أخرى      |
| ------- | ----------- | ------------------ | ------------------------ | ------------------------ | ------------------------ | --------- |
| 1       | باكستان     | البحرين            | الكويت                   | الكويت                   | قطر                      | الأردن    |
| 2       | الأردن      | الكويت             | البحرين                  | البحرين                  | الإمارات العربية المتحدة | باكستان   |
| 3       | مصر         | إيران              | قطر                      | قطر                      | الكويت                   | الهند     |
| 4       | الهند       | تركيا              | الإمارات العربية المتحدة | الإمارات العربية المتحدة | اليمن                    | مصر       |
| 5       | إندونيسيا   | مصر                | مصر                      | تركيا                    | البحرين                  | إندونيسيا |

إجمالي عدد الوافدين القادمين من الدول الموضحة في الجدول خلال عام 2012
| - الأردن: 1,666,814 - الإمارات العربية المتحدة: 1,531,429 - البحرين: 1,220,625 - الكويت: 2,578,574 | - الهند: 1,501,311 - اليمن: 452,368 - إندونيسيا: 1,501,311 - إيران: 559,690 | - باكستان: 1,219,285 - تركيا: 197,079 - قطر: 1,058,300 - مصر: 1,157,812 |

| السنة | الرحلات السياحية | الليالي السياحية | الرحلات الوافدة | نفقات الرحلات الوافدة | النفقات بدون كلفة السفر الدولية |
| ----- | ---------------- | ---------------- | --------------- | --------------------- | ------------------------------- |
| 2010  | 13,024,616       | 180,884,980      | 10,850,320      | 25,9 مليار ر. س       | 25,6 مليار ر. س                 |
| 2011  | 19,352,227       | 338,805,447      | 17,497,985      | 49,2 مليار ر. س       | 49,02 مليار ر. س                |
| 2012  | 17,498,706       | 279,131,773      | 14,276,196      | 57,8 مليار ر. س       | 57,2 مليار ر. س                 |
| 2013  | 13,213,444       | 264,256,386      | -               | 47,9 مليار ر. س       | -                               |

1. ↑  في الفترة من (يناير إلى سبتمبر 2013)

| السنة | الرحلات السياحية | الليالي السياحية | الرحلات المحلية | إجمالي الإنفاق   |
| ----- | ---------------- | ---------------- | --------------- | ---------------- |
| 2010  | 22,779,557       | 116,982,046      | 23,912,005      | 31,9 مليار ر. س  |
| 2011  | 22,473,650       | 109,760,998      | 23,962,241      | 36,5 مليار ر. س  |
| 2012  | 19,039,204       | 95,589,844       | 20,856,971      | 33,1 مليار ر. س  |
| 2013  | 23,838,525       | 96,127,272       | -               | 27,98 مليار ر. س |

1. ↑  في الفترة من (يناير إلى سبتمبر 2013)

| السنة | عدد الزوار | إنفاق السياح على المهرجانات |
| ----- | ---------- | --------------------------- |
| 2010  | 9,894,504  | 6,791,065,161 ر. س          |
| 2011  | 10,334,815 | 5,495,338,868 ر. س          |
| 2012  | 12,196,905 | 11,241,539,624 ر. س         |

## طالع أيضًا
- مهرجان شتاء طنطورة.
- تقويم جدة.
- قائمة المواقع الأثرية في السعودية.
- سياسة التأشيرات في السعودية.
- قائمة متاحف السعودية.
- صندوق التنمية السياحي.
- آثار ومعالم المدينة المنورة التاريخية
- السياحة في منطقة الباحة.
- الأسواق الشعبية في جازان.
- السياحة في الوطن العربي.
- التأشيرة السياحية الخليجية الموحدة

## وصلات خارجية
- مكتبة الصور والأفلام السياحية السعودية
- الهيئة العامة للسياحة والتراث الوطني